# Vincenzo Nibali
Vincenzo Nibali (Messina, 14 novembre 1984) è un ex ciclista su strada italiano.
Professionista dal 2005 al 2022, aveva caratteristiche di passista-scalatore, si difendeva bene a cronometro ed era un forte discesista. Considerato uno dei campioni italiani più forti e completi di tutti i tempi, è stato uno dei sette ciclisti (oltre a Jacques Anquetil, Eddy Merckx, Felice Gimondi, Bernard Hinault, Alberto Contador e Chris Froome) ad aver conquistato almeno un'edizione di tutti e tre i Grandi Giri, avendo vinto la Vuelta a España nel 2010, il Giro d'Italia nel 2013 e nel 2016 e il Tour de France nel 2014. È stato inoltre uno dei soli quattro corridori (insieme a Merckx, Hinault e Gimondi) ad aver vinto i tre Grandi Giri e almeno due classiche monumento: il Giro di Lombardia, nel 2015 e nel 2017, e la Milano-Sanremo, nel 2018. A queste grandi vittorie si aggiungono due titoli italiani nella prova in linea, nel 2014 e nel 2015, due Tirreno-Adriatico, nel 2012 e nel 2013, e altri sette podi nei tre Grandi Giri.
Soprannominato Lo Squalo dello Stretto, o più semplicemente Lo Squalo, per il suo modo di correre sempre all'attacco e per le sue origini messinesi, ha un fratello minore, Antonio, anch'egli ciclista professionista e suo compagno di squadra tra il 2017 e il 2022.

## Carriera

### Gli esordi
Nella categoria Allievi ottiene 7 successi. Tra gli Juniores si aggiudica diciannove corse, cinque nel 2001 al primo anno nella categoria e quattordici nel 2002, tra cui spiccano la classifica finale del Giro della Lunigiana, il campionato italiano e la medaglia di bronzo a cronometro ai campionati del mondo di Zolder.
Nel 2003 passa alla categoria Under-23 con la toscana Mastromarco, ottenendo sette successi in totale, tra i quali due tappe alla Linz-Passau-Budweis e un secondo posto finale, risultati che gli valgono la chiamata per le prove Under-23 dei campionati europei e del mondo. Nel 2004, ancora da Under-23, ottiene dodici vittorie, ed è nuovamente convocato per il campionato europeo ad Atene; si fa notare soprattutto ai mondiali di Verona, durante i quali è quinto nella prova in linea e terzo in quella a cronometro di categoria.

### 2005-2007: i primi anni da professionista
Nel 2005 la Fassa Bortolo di Giancarlo Ferretti decide di arruolarlo nella propria squadra professionistica. Nello stesso anno Nibali si piazza secondo dietro Chris Horner nella sesta tappa del Giro di Svizzera, sesto nella Milano-Torino e quarto nella prova a cronometro del campionato italiano.
Nel 2006, con la chiusura della Fassa Bortolo, entra a far parte della Liquigas, ottenendo il suo primo successo da professionista nella seconda tappa della Settimana Internazionale di Coppi e Bartali, in seguito ad un attacco da lontano. La stagione continua con il successo al Grand Prix de Ouest-France a Plouay (valido per il calendario UCI ProTour), la convocazione per correre la prova a cronometro dei campionati del mondo (giunge sedicesimo) e con numerosi piazzamenti tra l'Eneco Tour, il Giro di Polonia e il Giro di Danimarca.
Nella stagione seguente Nibali vince il Gran Premio Industria e Artigianato a Larciano (arriva al traguardo con il compagno di squadra Pellizotti che gli cede la vittoria) e si ripete il giorno dopo al Giro di Toscana. Partecipa poi al Giro d'Italia, nelle vesti di gregario di Danilo Di Luca (vincitore finale della corsa), arrivando diciannovesimo e contribuendo anche al successo nella cronometro a squadre iniziale a La Maddalena. In seguito partecipa al Giro di Slovenia, vincendo la tappa di montagna e chiudendo secondo in classifica generale; successivamente è secondo nella cronometro dei campionati italiani (a due secondi da Marco Pinotti) e ottiene nuovamente la convocazione per la cronometro dei campionati del mondo, che conclude al diciannovesimo posto.

### 2008-2009: i piazzamenti al Giro e al Tour

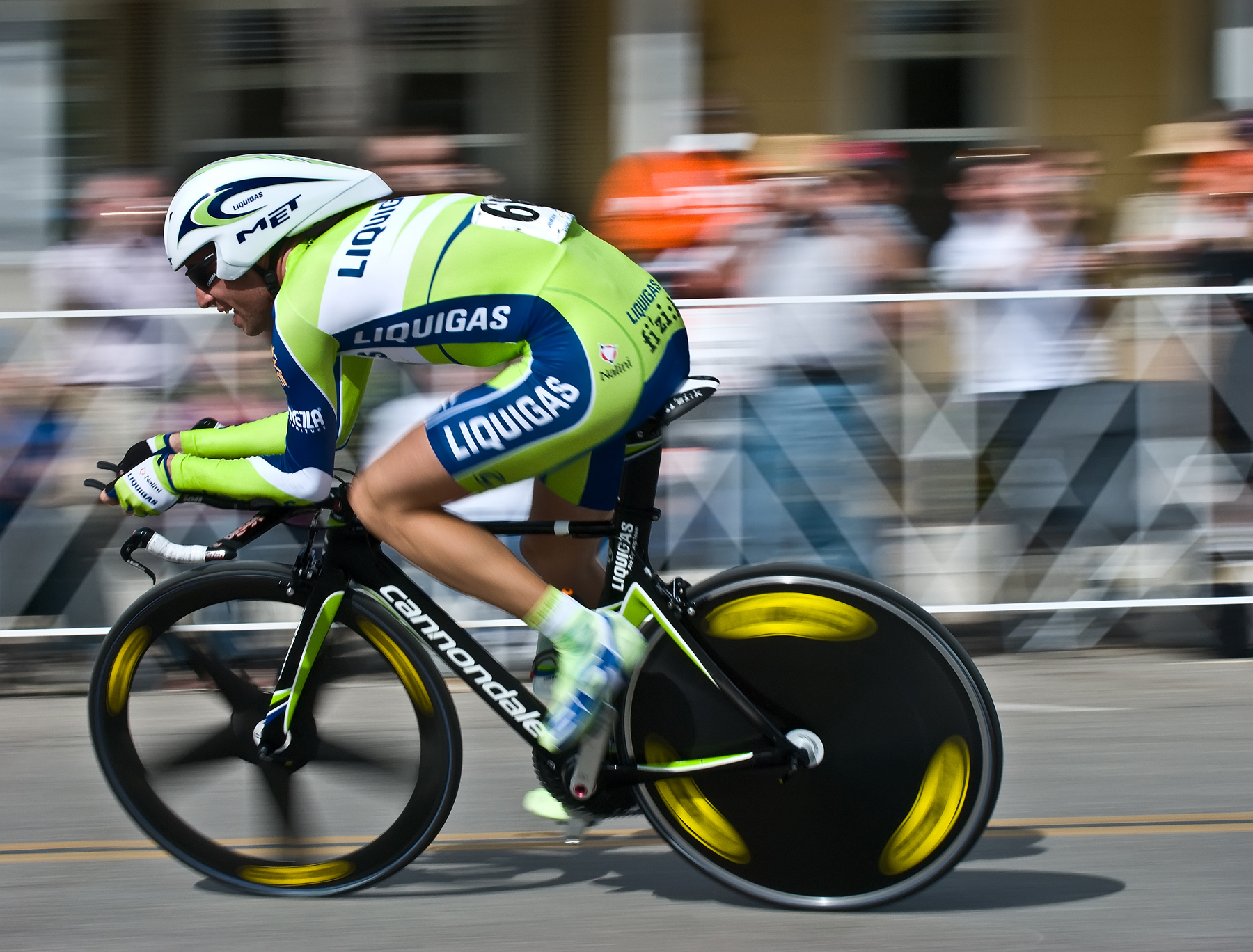
Vincenzo Nibali in azione, in una prova a cronometro al Tour of California 2009.

Apre la stagione 2008 aggiudicandosi la classifica finale e una vittoria di tappa nel Giro del Trentino, e si prepara ad affrontare il Giro d'Italia come capitano della squadra insieme a Franco Pellizotti. Durante la gara si dimostra però non ancora abbastanza pronto e infatti accusa diversi ritardi dai migliori nelle tappe di montagna più dure; si mette in luce però nelle tappe a cronometro e come discesista. Dopo buone prestazioni nella tappa della Marmolada e sul Monte Pora, conclude il Giro in undicesima posizione (terzo nella classifica dei giovani).
Dopo la "Corsa Rosa" decide di partecipare al Tour de France, facendo da spalla al più giovane compagno Roman Kreuziger, fresco vincitore del Giro di Svizzera. Nella dodicesima tappa, anche in seguito alla squalifica per positività al CERA di Riccardo Riccò che lo precedeva in entrambe le classifiche, entra nella top ten della classifica generale della corsa e diventa leader nella classifica dei giovani, indossando quindi la maglia bianca, distintivo che perderà per soli 6" il 22 luglio a vantaggio del lussemburghese Andy Schleck. Il giorno successivo, all'Alpe d'Huez, arriva 41º a 17'21" dal vincitore Sastre, scivolando in classifica al ventesimo posto a 25'39" dalla maglia gialla. Scavalcato anche da Roman Kreuziger, giunge terzo nella graduatoria dei giovani. Durante la Grande Boucle viene annunciato come sesto uomo della spedizione olimpica in sostituzione di Riccardo Riccò: nella gara in linea si ritira, mentre nella cronometro olimpica conclude quindicesimo, miglior italiano, a 3'25" dal vincitore Fabian Cancellara.
Nel 2009 partecipa al Critérium du Dauphiné Libéré, concludendo in settima posizione, e vince in solitaria il Giro dell'Appennino. Prosegue la stagione al Tour de France, giungendo settimo dopo aver evidenziato buone qualità di scalatore. Dopo una breve sosta torna alle corse in agosto, mese in cui si aggiudica il Gran Premio Città di Camaiore con una decina di secondi sul gruppo degli inseguitori. Il 23 agosto, durante una tappa dell'Eneco Tour in cui era in fuga, è vittima di una caduta in cui rimedia una frattura scomposta della clavicola. L'infortunio gli impedisce di partecipare al campionati del mondo di Mendrisio e lo costringe a chiudere anticipatamente la stagione.

### 2010: la vittoria alla Vuelta e il terzo posto al Giro

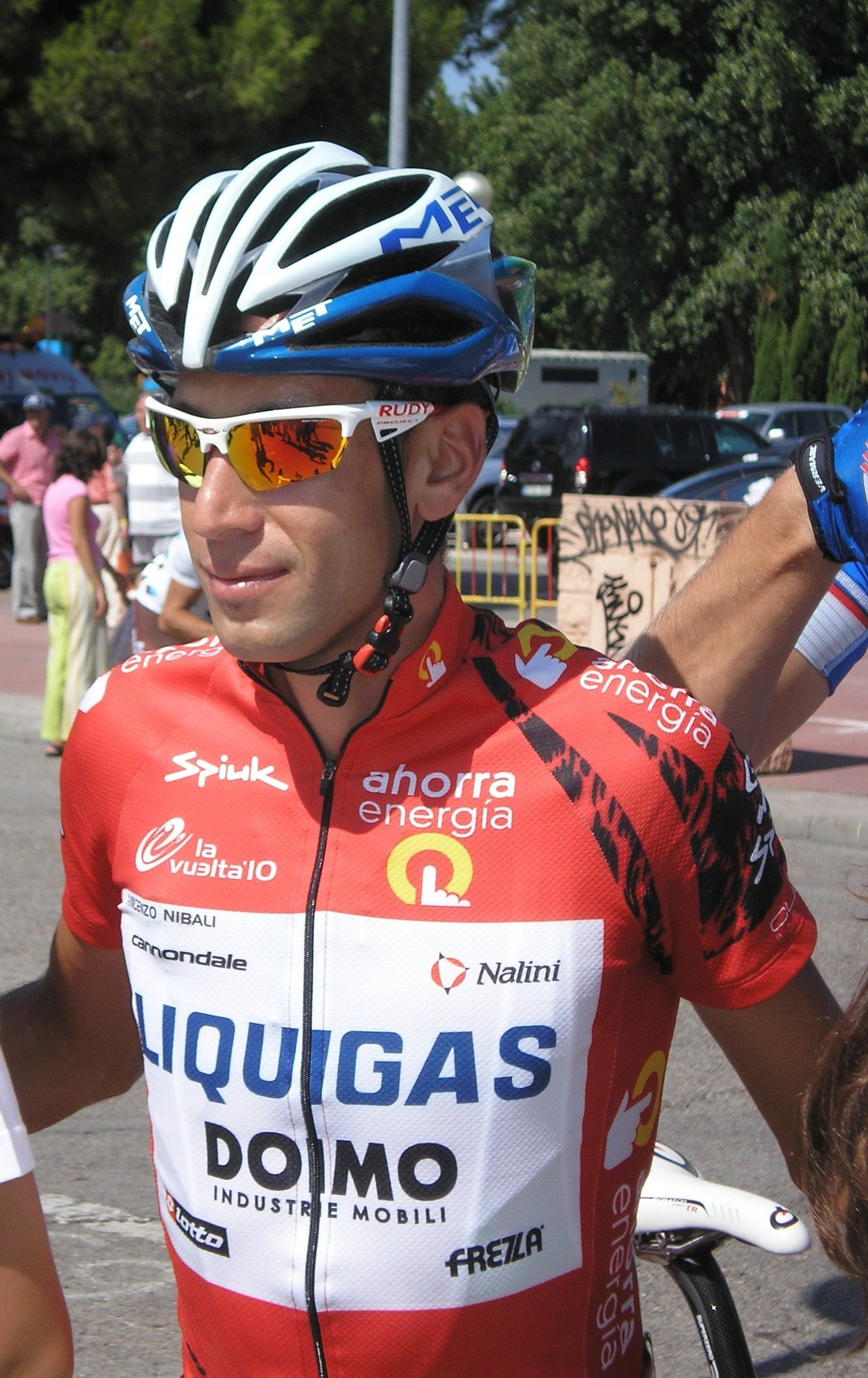
Vincenzo Nibali in maglia rossa alla vittoriosa Vuelta a España 2010.

Ristabilitosi dall'infortunio di fine 2009, inizia il 2010 con la partecipazione al Tour de San Luis, dove si aggiudica la vittoria nella quarta tappa, una cronometro individuale, e la vittoria finale della corsa. A causa della defezione di Franco Pellizotti, fermato per valori ematici sospetti, viene chiamato all'ultimo momento a sostituirlo al Giro d'Italia, dove esordisce con un undicesimo posto nella cronometro d'apertura. Nella quarta tappa, la cronosquadre di Cuneo, la vittoria dalla sua Liquigas-Doimo gli consente di recuperare i 5" di ritardo da Aleksandr Vinokurov e di vestire la maglia rosa di leader della corsa. La mantiene per tre giorni, perdendola, a seguito di una caduta durante la tappa degli sterrati, a favore dello stesso Vinokurov.
Conquista quindi la vittoria nella 14ª frazione, la Ferrara-Asolo: primo in vetta al Monte Grappa, salita situata a 25 chilometri dall'arrivo, stacca i tre compagni di fuga (Evans, Scarponi e Basso) in discesa e si invola vittorioso al traguardo; in questo modo riesce anche a risalire all'ottavo posto in classifica generale. Dopo la successiva cronoscalata di Plan de Corones risale fino al sesto posto della generale, mentre con la terzultima tappa (Brescia-Aprica), in cui al traguardo è terzo, battuto da Scarponi e Basso (coppia con cui aveva attaccato sul Mortirolo), risale in terza posizione generale con un ritardo di 2'30" da Ivan Basso. Nella penultima frazione, la Bormio-Ponte di Legno, perde 18" da Scarponi, suo rivale per il terzo posto, mantenendo comunque un margine di appena 1" sul marchigiano, margine che consolida nell'ultima tappa, la cronometro di Verona, potendo così salire sul terzo gradino del podio finale del Giro d'Italia 2010.
Dopo il Giro partecipa al Giro di Slovenia: giunge primo nella terza tappa, da Bled a Krvavec, e ottiene la testa nella classifica generale, confermandola l'indomani e aggiudicandosi la vittoria della corsa. Dopo aver rinunciato al Tour de France, in agosto, in preparazione alla Vuelta a España, corre e vince il Trofeo Melinda, in Trentino. Prende quindi il via alla Vuelta, con ambizioni di classifica. Fin dalle prime tappe lotta per il vertice della classifica, avvicinandosi alla maglia rossa di leader della generale in diverse occasioni. Nell'undicesima frazione perde circa venti secondi dal vincitore e nuovo capoclassifica Igor Antón; tre giorni dopo si piazza secondo alle spalle di Joaquim Rodríguez e, complici la caduta e il ritiro di Antón, conquista per la prima volta la maglia rossa, anche se con soli 4" su Rodríguez.
Perde la maglia nella sedicesima tappa, con l'arrivo in salita a Cotobello, a favore di Rodríguez, che va ad acquisire un vantaggio di 34", ma già l'indomani, nella cronometro individuale di Peñafiel, riesce, nonostante una foratura, a riguadagnare il simbolo del primato con un vantaggio di 39" su Ezequiel Mosquera e di 1'58" sul vincitore di tappa Peter Velits, mentre Rodríguez scende a quasi quattro minuti. Nella penultima tappa, quella decisiva con arrivo sulla Bola del Mundo, si piazza subito alle spalle del rivale Mosquera, vincitore di giornata, mantenendo così il primo posto nella generale. L'indomani a Madrid Nibali può festeggiare, quinto italiano ad essersi aggiudicato la corsa spagnola e primo a riuscirvi dopo 20 anni di digiuno. Oltre alla maglia rossa Nibali fa sua anche la maglia bianca della classifica combinata (è anche terzo nella classifica a punti e quinto in quella di montagna). Chiude la stagione con il quinto posto al Giro di Lombardia.

### 2011: il secondo posto al Giro d'Italia

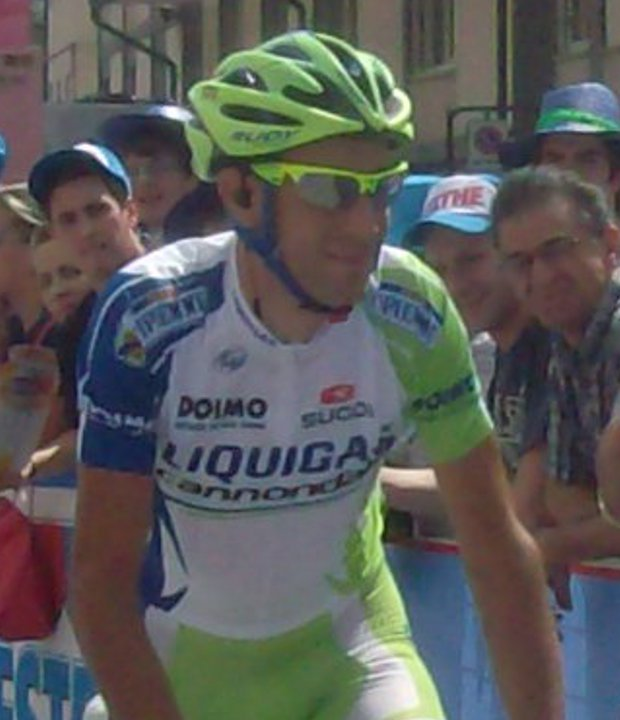
Vincenzo Nibali a Feltre, durante il Giro d'Italia 2011.

Dopo un ritiro di due settimane con la squadra a Tenerife, Nibali fa il suo debutto per la stagione 2011 il 22 febbraio, in occasione del via del Giro di Sardegna. In marzo partecipa alla Tirreno-Adriatico concludendo la corsa al quinto posto; pochi giorni dopo, alla Milano-Sanremo, giunge al traguardo all'ottavo posto, nel gruppo di testa. La preparazione in vista del Giro d'Italia si conclude in aprile al Giro del Trentino, ove è ventiquattresimo, e alla Liegi-Bastogne-Liegi, nella quale si classifica ottavo. A maggio prende il via della "Corsa Rosa" da capitano della Liquigas-Cannondale, e tra i favoriti per il successo. Durante le tre settimane di gara, nonostante il terzo posto di tappa sul monte Zoncolan e il secondo a Nevegal, non riesce a contrastare il dominio di Alberto Contador: chiude la corsa sul terzo gradino del podio di Milano, a quasi sette minuti dallo spagnolo e superato in classifica anche da Michele Scarponi. In seguito alla squalifica per doping di Contador il messinese guadagna tuttavia il secondo posto finale alle spalle di Scarponi e il successo nella sedicesima tappa, la cronometro di Nevegal. Ottiene così il terzo piazzamento sul podio consecutivo negli ultimi tre grandi Giri cui ha partecipato.
Dopo aver corso il Giro di Slovenia e il Tour de Pologne senza particolari risultati, ritorna alla Vuelta a España, restando nelle zone alte della classifica fino alla quattordicesima tappa, nella quale va in crisi. Non riesce a ripetersi chiudendo la corsa spagnola al settimo posto, a 4'31" dal vincitore Juan José Cobo. Al successivo Giro di Lombardia entra in un tentativo promosso da Luca Paolini sulla discesa di Sormano e sul Ghisallo stacca tutti (compreso il plurivittorioso in stagione Philippe Gilbert); prova poi l'azione in solitaria, ma sul falsopiano successivo alla discesa del Ghisallo, il lavoro della Sky riporta il gruppo sul corridore siciliano: conclude la gara al 40º posto.

### 2012: il terzo posto al Tour de France

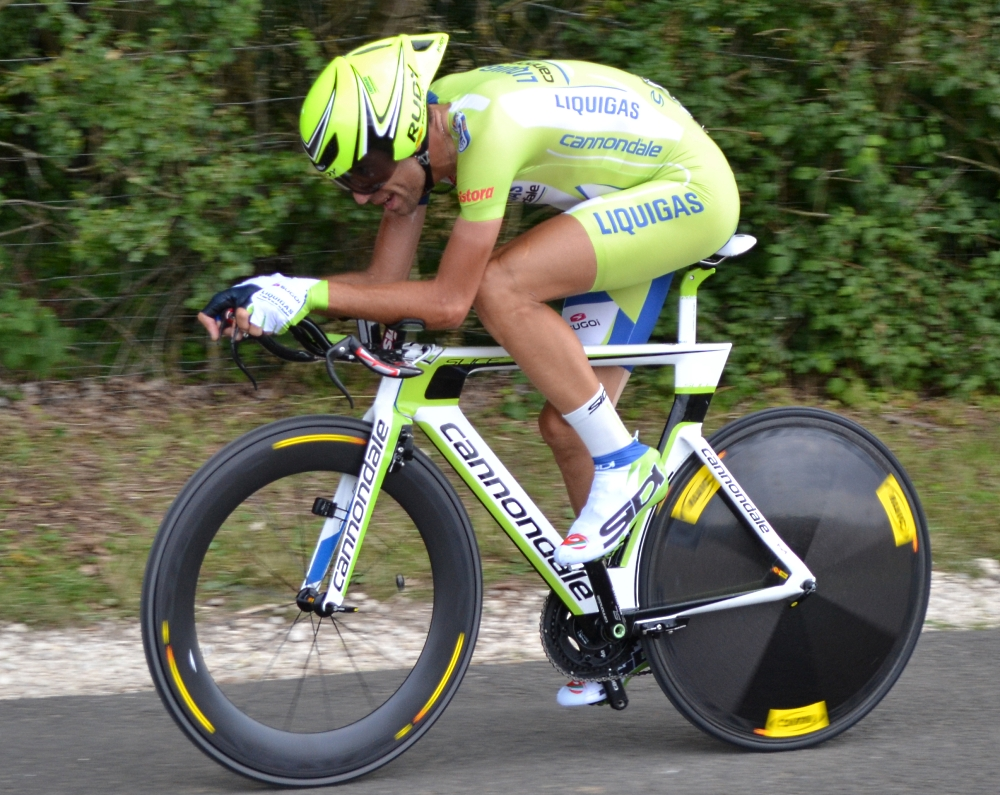
Nibali nella crono finale del Tour de France 2012, chiuso all'ultimo gradino del podio.

Nibali inizia la stagione 2012 al Tour de San Luis, chiudendo al quinto posto della generale. Conquista la prima vittoria dell'anno nell'arrivo in salita della quinta tappa del Tour of Oman, corsa in cui conclude al secondo posto nella classifica generale a solo 1" dal vincitore Peter Velits.. Partecipa quindi alla Tirreno-Adriatico: dopo aver perso terreno nella cronosquadre, arriva terzo nella quarta tappa, superato al traguardo finale di Chieti dal compagno di squadra Peter Sagan e da Roman Kreuziger. Nella tappa successiva vince staccando tutti sulla salita di Prati di Tivo, mentre nella penultima tappa marchigiana arriva secondo dietro lo spagnolo Joaquim Rodríguez guadagnando sei secondi sul leader della generale Chris Horner. Grazie alla tappa a cronometro finale, conclusa al nono posto, guadagna venti secondi sull'atleta statunitense scavalcandolo nella classifica generale e vincendo la corsa.. La settimana successiva si classifica terzo alla Milano-Sanremo vinta da Simon Gerrans. In aprile è invece secondo alla Liegi-Bastogne-Liegi, alle spalle del kazako Maksim Iglinskij.
Non si presenta al Giro, rinunciando alla corsa per meglio preparare il Tour de France. Alla Grande Boucle Nibali sale al terzo posto della generale dopo la tappa di La Planche Des Belles Filles, è quindi protagonista nelle tappe alpine: conclude la corsa francese al terzo posto finale, dietro alla coppia britannica della Sky Bradley Wiggins-Chris Froome, diventando il secondo italiano dopo Felice Gimondi a salire sul podio di tutti i tre Grandi Giri. Dopo il Tour viene incluso nella selezione che partecipa alla prova in linea dei Giochi olimpici di Londra, ma nella gara a cinque cerchi termina lontano, poco oltre la centesima posizione. Il 3 agosto è ufficializzato il suo trasferimento all'Astana a partire dalla stagione ciclistica 2013.. Il 6 settembre torna quindi alla vittoria, dopo quasi sei mesi di digiuno, nella quarta tappa de Il Padania, conclusa sull'arrivo in salita del Passo della Bocchetta. Il giorno successivo si aggiudica la classifica generale della breve corsa a tappe. Nello stesso mese è il capitano della nazionale azzurra per la prova in linea dei campionati del mondo di Valkenburg: dopo aver tentato l'attacco all'ultimo passaggio sul Cauberg, che decide la corsa, viene ripreso e bruciato dal belga Gilbert, che va a vincere in solitaria, chiudendo 29º. Nella stessa rassegna iridata coglie il quarto posto nella cronosquadre disputata con la Liquigas-Cannondale.

### 2013: la vittoria al Giro e il secondo posto alla Vuelta
A seguito di un accordo ufficializzato nell'estate precedente, per il 2013 Nibali cambia squadra e passa all'Astana del campione olimpico Aleksandr Vinokurov. Nel passaggio di squadra, dalla Liquigas lo seguono i gregari Valerio Agnoli e Alessandro Vanotti.

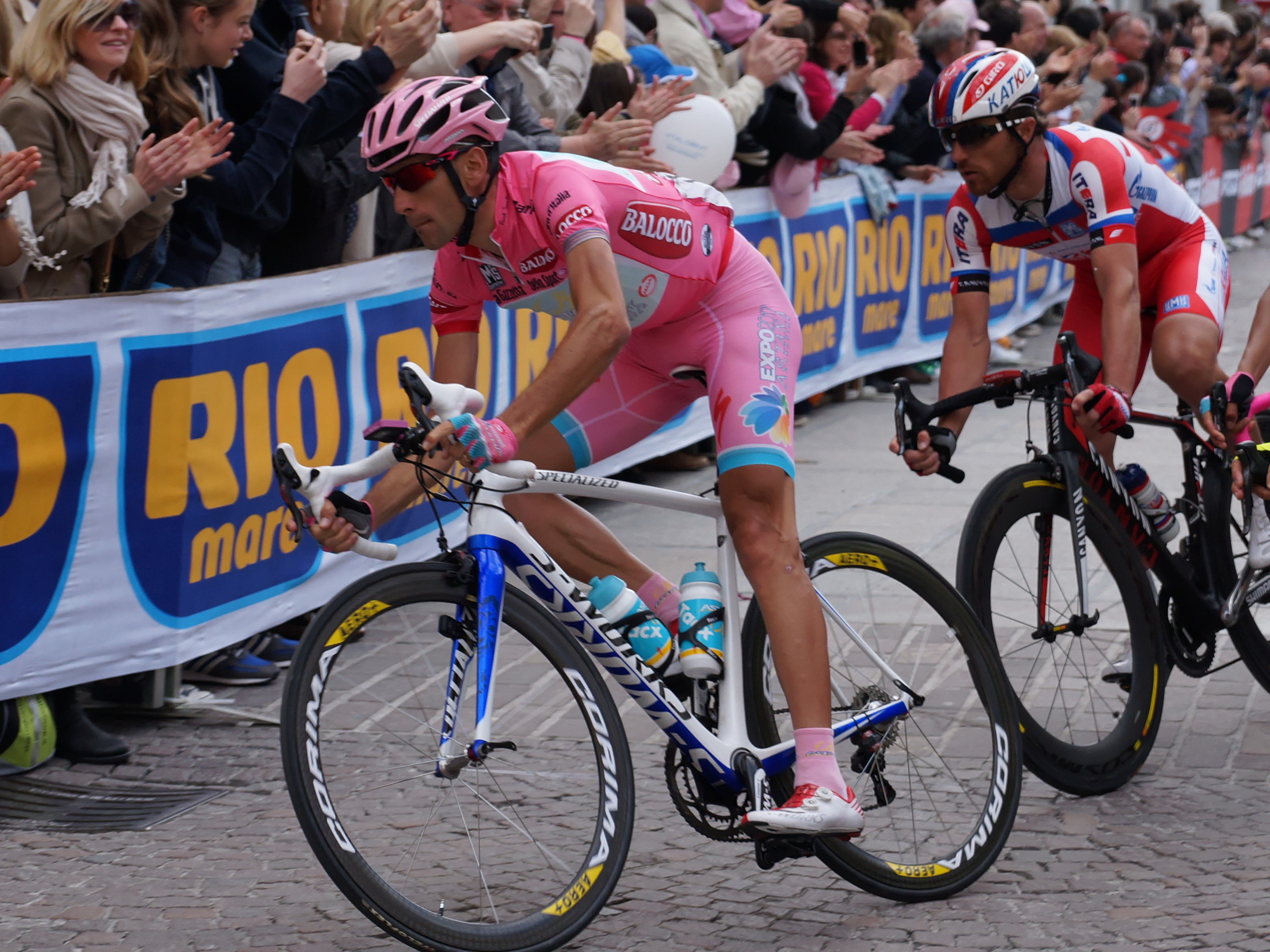
Nibali, in maglia rosa, a Brescia durante il Giro d'Italia 2013.

Apre la stagione a fine gennaio, in Argentina, partecipando al Tour de San Luis e ottenendo un quarto posto a cronometro. A febbraio corre il Tour of Oman con buoni piazzamenti e chiudendo settimo nella classifica generale; prende poi parte al Gran Premio Città di Camaiore e, nei primi giorni del mese successivo, partecipa alla Roma Maxima, provando la fuga solitaria in entrambe le corse. Sempre a marzo si presenta alla Tirreno-Adriatico. Decisiva, in quella corsa, è la sesta tappa, a Porto Sant'Elpidio, quando Nibali, dopo essere andato all'attacco in salita a 16 km dal traguardo, stacca gli avversari e incrementa il proprio vantaggio nel tratto conclusivo di pianura, vincendo la tappa e giungendo così in testa alla graduatoria generale; manterrà la posizione anche dopo l'ultima cronometro, vincendo così per la seconda volta la "corsa dei due mari". Nell'occasione precede sul podio il britannico Chris Froome e lo spagnolo Alberto Contador. Dopo pochi giorni si presenta alla Milano-Sanremo, ma le avverse condizioni meteo lo spingono a ritirarsi. Nel mese di aprile è al via del Giro del Trentino: nella quarta frazione, quella con l'arrivo in salita a Sega di Ala, stacca Bradley Wiggins e Mauro Santambrogio, vincendo la tappa e la classifica generale della corsa. Terminato il Trentino disputa la Liegi-Bastogne-Liegi, ma non riesce a fare la differenza.
A maggio si presenta come uno degli aspiranti alla vittoria del Giro d'Italia, assieme a Bradley Wiggins, Michele Scarponi, Cadel Evans e il vincitore uscente, Ryder Hesjedal. Dopo la cronometro a squadre chiusa al terzo posto e una prima settimana di controllo, al termine dell'ottava tappa, una cronometro di 54,8 km da Gabicce a Saltara, indossa dopo tre anni la maglia rosa. Nella decima tappa, al primo vero arrivo in salita sull'altopiano del Montasio, si classifica terzo. Nel weekend della seconda settimana attacca sul monte Jafferau a 2 km dall'arrivo di Bardonecchia senza riuscire a staccare Mauro Santambrogio, vittorioso nello sprint conclusivo. Il giorno dopo sul Colle del Galibier mantiene il vantaggio in classifica nei confronti degli inseguitori; nella diciottesima tappa, la cronoscalata da Mori a Polsa, si aggiudica quindi la vittoria staccando di 2'36" il secondo della generale Cadel Evans. Dopo l'annullamento della diciannovesima tappa per avverse condizioni meteorologiche, si ripete nella ventesima frazione, l'ultima di montagna, con arrivo alle Tre Cime di Lavaredo (cima Coppi del Giro), staccando gli inseguitori e giungendo al traguardo in solitaria nel mezzo di una bufera di neve che nel frattempo si stava riversando sulla corsa. La ventunesima tappa, con arrivo a Brescia è una pura formalità. Nibali riesce dunque alla sua quinta presenza alla "corsa rosa" a ottenere la vittoria finale, dopo un terzo e un secondo posto rispettivamente nelle edizioni 2010 e 2011.

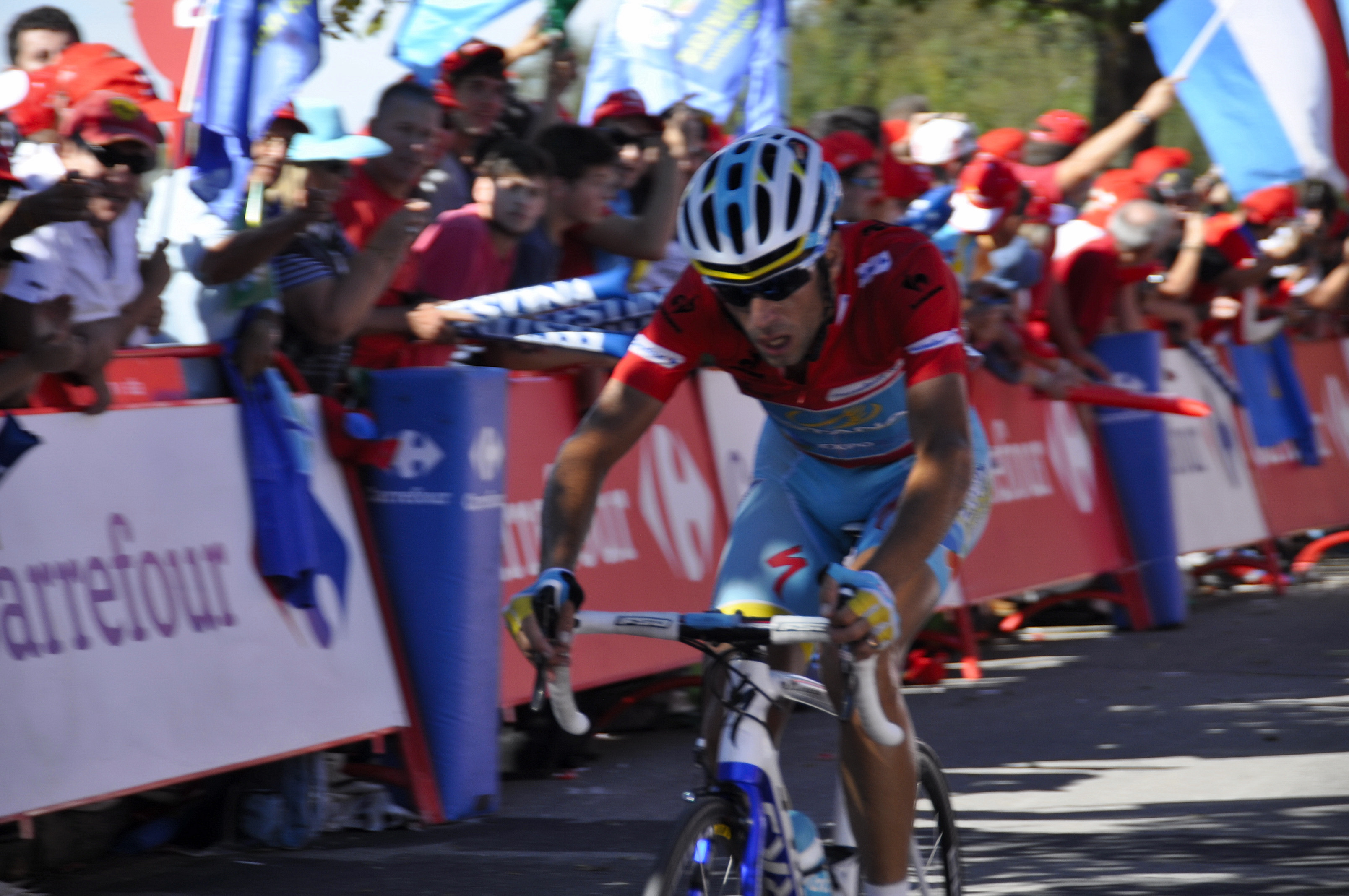
Nibali in maglia rossa durante la 19ª tappa della Vuelta a España 2013, al termine della quale perse il simbolo del primato in favore dello statunitense Chris Horner.

Dopo una lunga pausa di riposo, durante la quale si reca anche in Kazakistan, torna alle gare a luglio partecipando al Tour de Pologne in preparazione al secondo obiettivo stagionale, la Vuelta a España. Nella corsa spagnola, nella quale è uno dei favoriti per il successo, conquista dopo la seconda tappa la maglia di leader. Dopo aver perso la prima posizione riesce nella cronometro di Tarazona a riprenderla allo statunitense Chris Horner; nelle successive tappe di montagna gestisce gli attacchi degli avversari. Nella sedicesima tappa, però, viene attaccato e va in crisi, perdendo circa 20 secondi dai suoi avversari principali, Rodríguez, Horner e Valverde. Mantiene la maglia rossa, ma solo temporaneamente: nella diciannovesima frazione perde infatti la leadership che va definitivamente al quarantaduenne Horner. Nibali conclude così la corsa in seconda posizione, a 37" dal vincitore Horner.
Partecipa ai Mondiali di Firenze. Al penultimo giro Nibali cade e perde contatto dal gruppo di testa, ma riesce a recuperare: all'ultima tornata il suo attacco su Fiesole, dopo quello del connazionale Scarponi, opera la selezione definitiva: rimangono in testa Nibali, Rui Costa e il duo spagnolo Rodriguez-Valverde (Uran cade in discesa). Nelle fasi finali Nibali non riesce a imporsi anche a causa della tattica suicida degli spagnoli, che consegna l'iride a Rui Costa: il Mondiale si chiude con il quarto posto per Nibali, battuto in volata da Alejandro Valverde.

### 2014: la vittoria al Tour de France e il titolo italiano

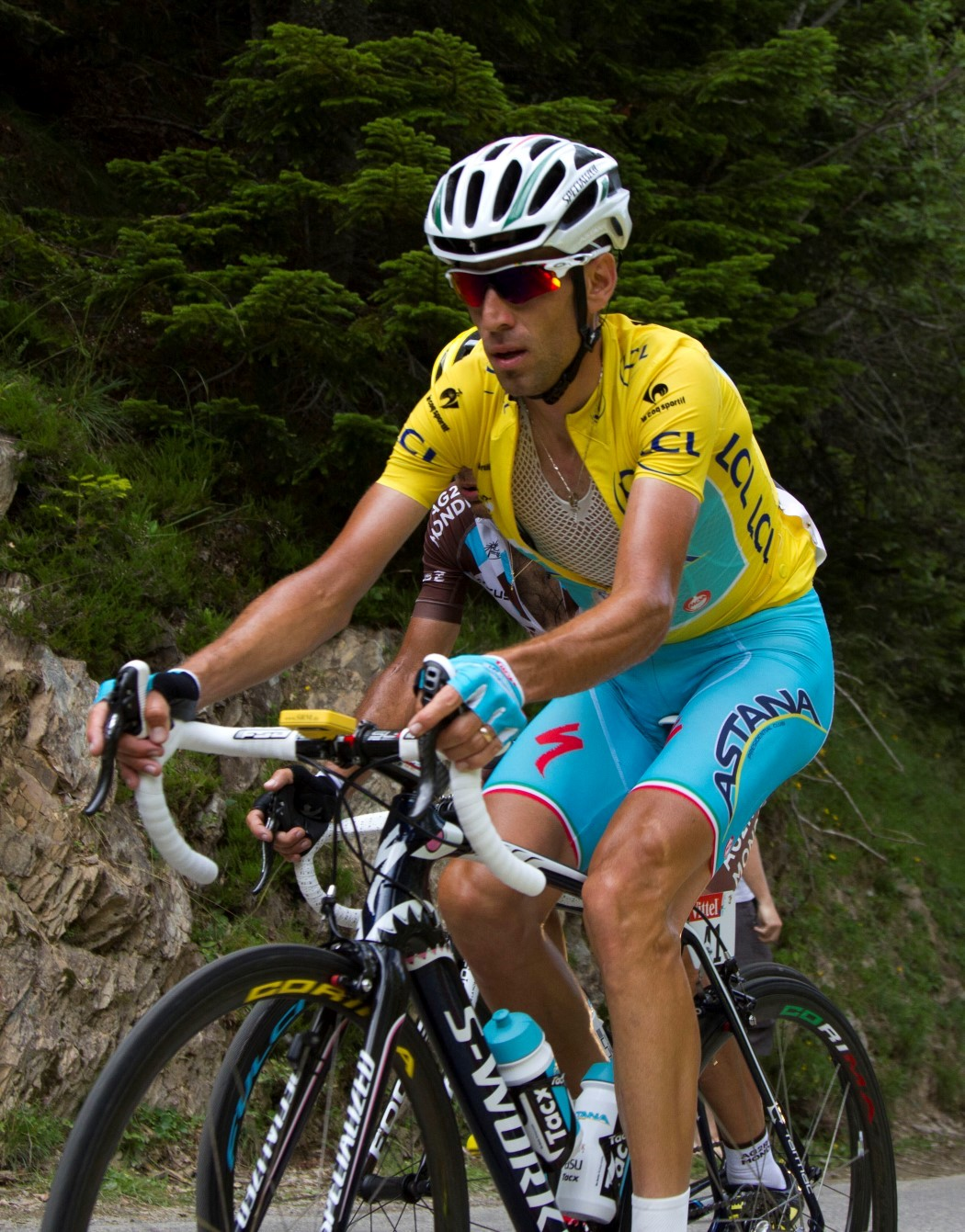
Vincenzo Nibali in maglia gialla al Tour de France 2014.

Vincenzo Nibali inizia la stagione 2014 partecipando al Tour of Oman, alla Parigi-Nizza, al Tour de Romandie e al Critérium du Dauphiné, durante il quale riceve, insieme agli altri compagni di squadra, una lettera di richiamo da parte dei vertici dell'Astana a causa dello scarso rendimento della squadra nella prima parte di stagione. Vince quindi il Trofeo Melinda, valido per i Campionati nazionali in linea, e diventa per la prima volta campione italiano.
Il successivo Tour de France lo vede protagonista già il 6 luglio, quando conquista la seconda tappa, da York a Sheffield, con uno scatto a 1800 metri dall'arrivo, indossando la maglia gialla con 2 secondi di vantaggio su Froome e Contador, i due favoriti per la vittoria finale. Nella quinta tappa, caratterizzata dalla presenza di numerosi tratti in pavé, Nibali si piazza terzo staccando specialisti del calibro di Cancellara, Terpstra, Sagan e Trentin, e guadagnando un considerevole vantaggio sui principali avversari nella classifica generale. Nella stessa tappa Chris Froome, vincitore dell'edizione 2013 e già caduto nella tappa precedente, è vittima di altre due cadute e si ritira con una frattura al polso. Arrivati alle prime salite Nibali e Contador dimostrano di essere i corridori più in forma: nell'ottava tappa lo spagnolo attacca più volte, guadagnando soltanto 3" negli ultimi cento metri, mentre nella nona tappa, vinta dopo una lunga fuga dal tedesco Tony Martin, Nibali perde la maglia gialla a favore del francese Tony Gallopin, uno dei fuggitivi di giornata.

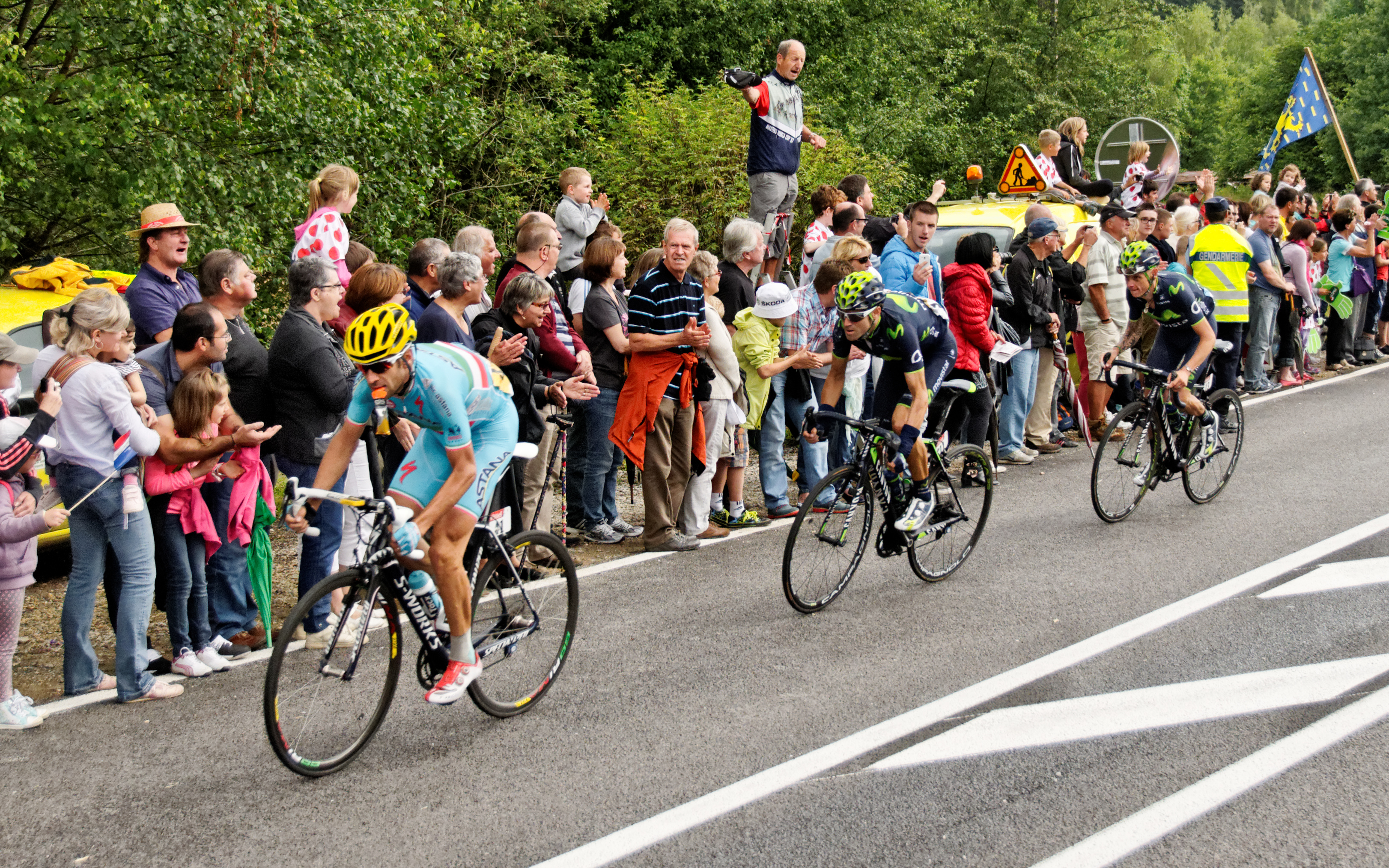
Nibali in maglia tricolore al Tour 2014, nella vittoriosa frazione con arrivo a La Planche des Belles Filles.

Riprende il primato il giorno successivo, nell'arrivo a La Planche des Belles Filles; nel frattempo il rivale Alberto Contador si era ritirato a causa di una caduta. Nella tappa alpina con arrivo in salita a Chamrousse Nibali vince per distacco la sua terza frazione al Tour. Nella diciottesima tappa, con il transito sul Colle del Tourmalet e l'arrivo in salita a Hautacam, vince ancora con più di un minuto su Thibaut Pinot e quasi due minuti su Alejandro Valverde. Nella cronometro finale continua a incrementare il distacco sugli avversari, prima della passerella finale a Parigi, che lo vede vincitore del Tour de France. Riporta così l'Italia al successo al Tour 16 anni dopo Marco Pantani, e diventa il settimo italiano ad aver vinto la corsa francese. Aggiudicandosi la classifica generale del Tour Nibali diventa il sesto ciclista della storia ad aggiudicarsi la cosiddetta Tripla Corona, ovvero la vittoria in almeno un'edizione di tutti e tre i grandi Giri, e diviene inoltre il secondo ciclista, dopo Bernard Hinault, ad esservi salito sul podio almeno due volte.
Nella settimana successiva prende parte a criterium post-Tour, ottenendo quattro successi, due secondi posti, battuto in volata da Greg Van Avermaet e da Rui Costa, e un terzo nel criterium di Ninove, vinto dal velocista Marcel Kittel. Dopo una pausa in seguito alla vittoria del Tour, Nibali rientra alle corse in occasione del Trittico Lombardo per cercare la miglior condizione in vista dei campionati del mondo di Ponferrada. Il percorso si presenta non adatto alle sue caratteristiche in più si aggiunge una caduta nella prima fase di corsa, concludendo così la gara in appoggio al titolare Sonny Colbrelli.
Il 2 dicembre pubblica per Mondadori la sua autobiografia Di furore e lealtà scritta a quattro mani con Enrico Brizzi.

### 2015: il secondo titolo italiano e il Giro di Lombardia

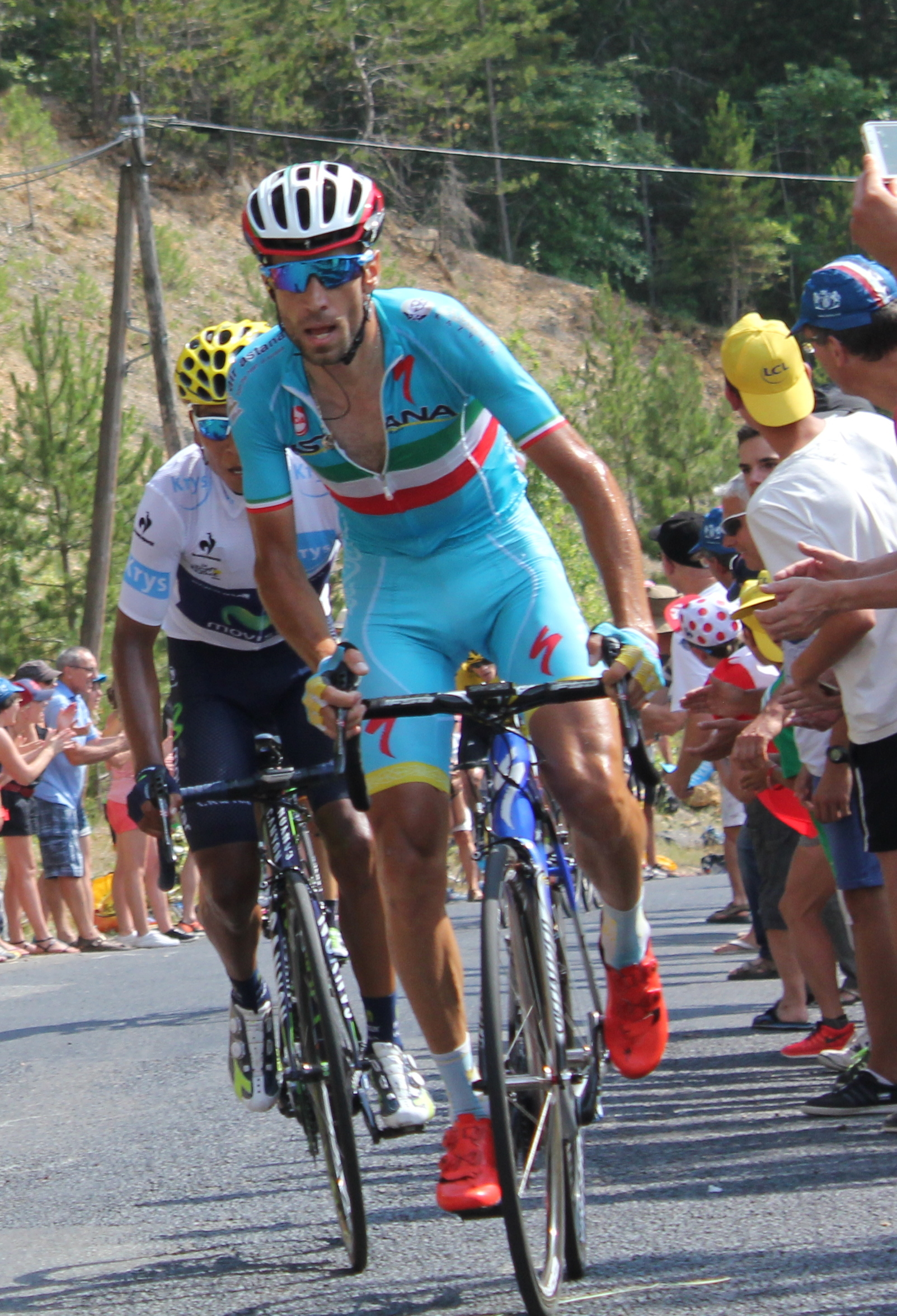
Vincenzo Nibali in azione al Tour de France 2015, con a ruota Nairo Quintana.

All'inizio del 2015, dopo alcune gare di secondo livello, si presenta al via della Tirreno-Adriatico con intenzione di ripetere i successi degli anni passati. La sua condizione tuttavia non si dimostra all'altezza di quella dei suoi avversari; nella tappa con arrivo in quota sul Terminillo subisce un distacco di 2'16" da Nairo Quintana, e conclude lontano dai migliori. Dopo un ritiro in altura sul Teide, torna in gara alla settimana delle Ardenne con l'obiettivo di vincere la Liegi-Bastogne-Liegi. All'Amstel Gold Race e alla Freccia Vallone dimostra una buona condizione, tentando rispettivamente un attacco da lontano e sulla penultima côte. Si presenta così alla Doyenne tra i favoriti: rimasto coinvolto in una caduta, rimane arretrato sulla Redoute e perde la possibilità di attaccare sulla côte de Roche-aux-Faucons; prova poi ad uscire dal gruppo sulla cotê de Saint-Nicolas ma non riesce a fare la differenza e giunge sul traguardo quattordicesimo. Prende poi il via al Tour de Romandie ma nella tappa regina perde contatto dai migliori giungendo al traguardo nono a 30" da Froome e Quintana e a quasi un minuto dal vincitore di tappa Thibaut Pinot.
L'avvicinamento al Tour de France passa per il Critérium du Dauphiné dove ottiene la maglia gialla, simbolo del primo in classifica, al termine della sesta tappa; conclude però fuori dalle prime posizioni di classifica. Dopo un ritiro in altura al Passo San Pellegrino, a pochi giorni dal Tour de France, si presenta ai nastri di partenza dei campionati italiani con l'obiettivo di ripetere il successo ottenuto l'anno prima. Dopo la prima ascesa alla Basilica di Superga, teatro dell'arrivo, sfrutta il tratto successivo di discesa per guadagnare spazio sugli avversari, affronta da solo la seconda ascesa e va a vincere in solitaria davanti a Francesco Reda e a Diego Ulissi, laureandosi per la seconda volta consecutiva campione d'Italia. Partito al Tour 2015 con l'obiettivo di bissare il successo dell'anno precedente, già dalla seconda tappa rimane attardato, scivolando indietro in classifica. Nell'ultima settimana invece si dimostra uno dei corridori più competitivi sulle salite: in particolare nella 19ª tappa da Saint-Jean-de-Maurienne a La Toussuire-Les Sybelles scatta a oltre 50 chilometri dal traguardo, andando a vincere in solitaria e risalendo sino al quarto posto della generale. Il giorno successivo, col terzo posto di Valverde nel mirino, Nibali fora all'inizio della decisiva salita dell'Alpe d'Huez, dicendo addio ai sogni di podio e concludendo quarto a Parigi.
Partecipa successivamente alla Vuelta a España, insieme ad Aru e Landa. Rimasto vittima di una caduta durante la seconda tappa, giunge al traguardo con un ritardo di circa un minuto sui rivali per la vittoria finale. Tuttavia, poche ore dopo viene squalificato dalla giuria per essersi attaccato all'ammiraglia della squadra in seguito alla caduta per ridurre il distacco dalla testa della corsa.
Riprende l'attività partecipando alle prove italiane dell'Europe Tour, aggiudicandosi per distacco due delle tre prove del Trittico Lombardo, la Coppa Bernocchi e la Tre Valli Varesine, che insieme al secondo posto nella Coppa Agostoni alle spalle di Davide Rebellin gli valgono anche il successo nella classifica complessiva. Il 4 ottobre vince la sua prima classica Monumento, vincendo il Giro di Lombardia dopo essere scattato nella discesa del Civiglio a 17 km da Como, teatro dell'arrivo, precedendo Daniel Moreno, che aveva provato a contrattaccare, e a Thibaut Pinot. La vittoria di Nibali interrompe il digiuno dei ciclisti italiani nelle classiche Monumento, che durava dal 2008, e gli consente inoltre di diventare il quarto ciclista (dopo Gimondi, Merckx e Hinault) capace di vincere in carriera le tre grandi corse a tappe, il titolo di campione nazionale ed almeno una fra le cinque classiche monumento.

### 2016: la seconda vittoria al Giro e la caduta ai Giochi olimpici

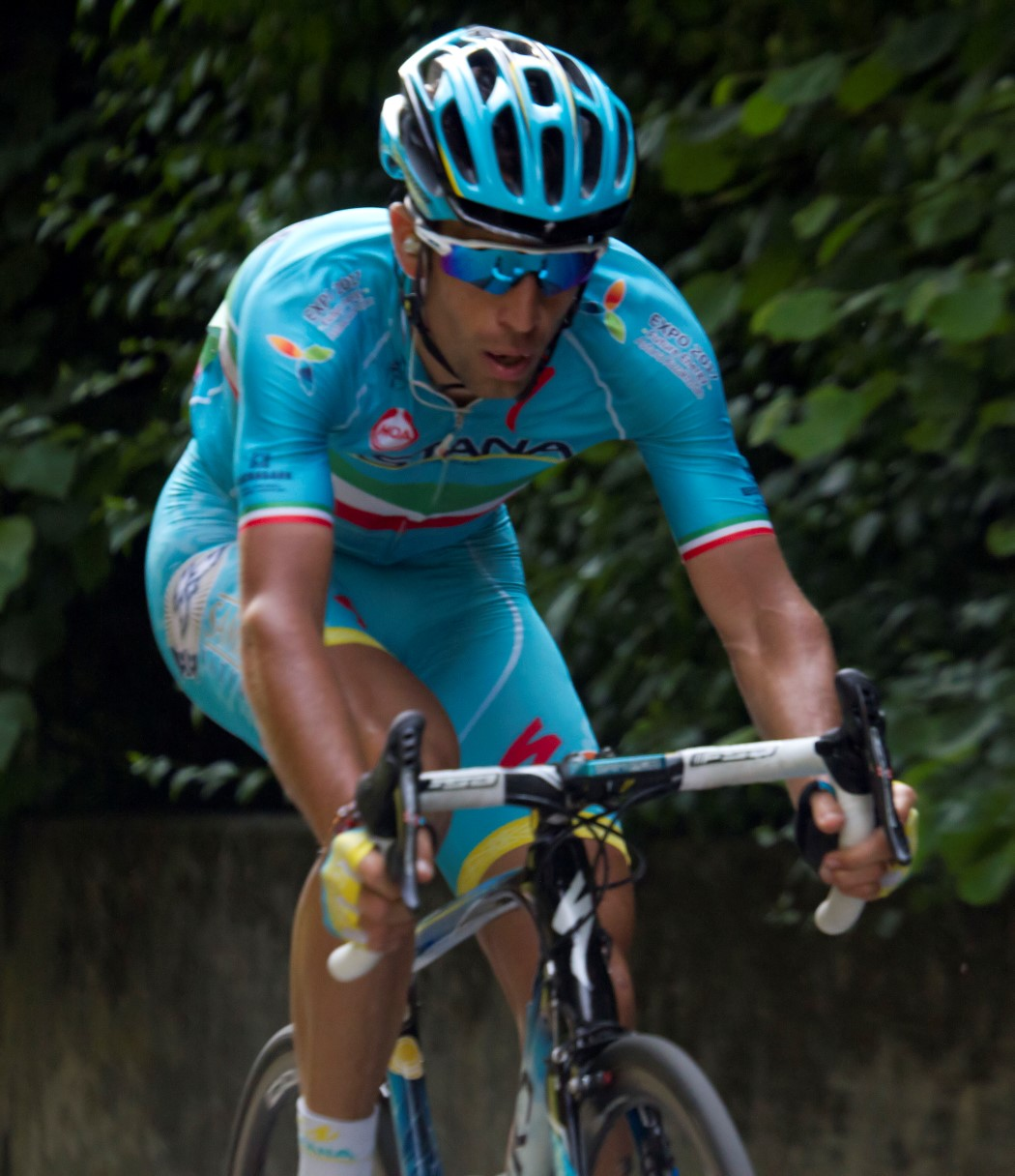
Nibali in azione al Giro d'Italia 2016.

All'inizio della stagione 2016 la stampa specializzata riporta come suoi obiettivi per l'anno in corso il Giro d’Italia e la gara olimpica che si terrà a Rio de Janeiro.
Nibali inaugura l'annata partecipando a due brevi corse a tappe, l'argentino Tour de San Luis e il Tour of Oman, dove vince la quarta frazione, considerata la “tappa regina”, e si aggiudica la classifica generale della corsa. Si presenta poi con ambizioni di vittoria alla Tirreno-Adriatico: dopo aver tentato un vano attacco a meno 2 km dalla traguardo viene ripreso ai meno 100 metri alla conclusione della tappa di Pomarance, conclude la "Corsa dei Due Mari" al sesto posto anche a causa della cancellazione per neve dell'unica tappa con arrivo in salita. Dopo un ritiro in altura al Teide rientra alle corse al Giro del Trentino, ma durante la corsa non riesce a reggere il ritmo dei migliori, pagando le fatiche del lavoro in quota e preferendo mettersi a disposizione dei compagni.
Prende poi il via al Giro d'Italia con i gradi di favorito. Dopo le prime giornate di pianura, nel primo arrivo in salita a Roccaraso tenta un attacco, venendo subito ripreso e staccato, arrivando al traguardo con Alejandro Valverde, Esteban Chaves e Mikel Landa. Giunto terzo nella tredicesima tappa, da Palmanova a Cividale del Friuli, si porta al terzo posto della generale; l'indomani attacca e stacca molti rivali in classifica, tranne l'olandese Steven Kruijswijk, nuova maglia rosa, e Esteban Chaves, vincitore di giornata, dei quali non riesce a tenere il passo: limita comunque i danni giungendo sul traguardo con 37" di ritardo, salendo al secondo posto nella generale. Nella tappa seguente, la cronoscalata da Castelrotto all'Alpe di Siusi, chiude con un ritardo di 2'10", anche a causa di un salto di catena, e scivola al terzo posto della generale. Dopo il giorno di riposo, nella tappa con arrivo ad Andalo si dimostra reattivo nei primi chilometri, salvo poi venire sfilato da tutti i migliori e giungere undicesimo al traguardo, a 1'47" dal vincitore Valverde e dalla maglia rosa. Scivola così fuori dal podio a 4'43", ma nella 19ª tappa da Pinerolo a Risoul, dopo la caduta della maglia rosa Kruijswijk nella discesa dal Colle dell'Agnello, cima Coppi del Giro 2016 (l'olandese perderà più di 5 minuti), e dopo aver beneficiato del lavoro del compagno di squadra Michele Scarponi, stacca gli avversari sull'ultima ascesa e vince in solitaria; rientra così in corsa per la vittoria definitiva, riducendo il ritardo da Chaves, giunto terzo al traguardo della tappa, a soli 44". Al traguardo dedica la vittoria al giovane ciclista e suo grande fan Rosario Costa, militante nell'A.S.D. Nibali di Messina, scomparso in un incidente stradale due settimane prima. L'indomani, nella penultima frazione con arrivo a Sant'Anna di Vinadio, chiude al sesto posto, dopo aver staccato tutti i meglio piazzati in classifica sul colle della Lombarda — grazie anche al lavoro dei compagni Scarponi e Tanel Kangert — riesce a infliggere un distacco di 1'36" al colombiano Chaves: conquista così la maglia rosa finale, che il giorno seguente porterà trionfante a Torino.
Nel successivo mese di luglio prende parte al Tour de France in appoggio di Fabio Aru, per poter raggiungere il livello di forma adeguato per l'appuntamento olimpico. Pur staccandosi dagli uomini di classifica sin dalle prime salite, riesce ad essere utile al suo capitano nelle salite più dure, pur non rinunciando ad iniziative personali, come la fuga che, nella settima tappa, gli varrà il premio della combattività. Proprio durante il Tour Davide Cassani annuncia l'inserimento di Nibali nella squadra olimpica per Rio de Janeiro sia per la prova in linea che per la prova a cronometro, stante l'assenza per infortunio del vicecampione del mondo Adriano Malori. Per Nibali, alla terza partecipazione alle Olimpiadi, si sarebbe trattato di un ritorno alle prove contro il tempo, in cui aveva vinto due medaglie iridate juniores e under-23, oltre ad aver partecipato alla crono olimpica di Pechino. Purtroppo per lui però la cattiva sorte è in agguato durante la prova in linea, in programma il 6 agosto sul circuito del Forte di Copacabana: a 11 chilometri dal traguardo, quando era in testa insieme ad altri due corridori, Nibali cade in discesa lungo una delle curve più pericolose del circuito, riportando una frattura scomposta pluriframmentata al terzo laterale della clavicola sinistra e vedendo sfumare una possibile medaglia olimpica. Rientrato alle corse a fine settembre alla Tre Valli Varesine, chiude la stagione agonistica senza altri acuti. In agosto viene intanto reso noto il suo trasferimento, per la stagione 2017, alla Bahrain-Merida, nuova squadra World Tour gestita da un consorzio di imprese del Bahrein.

### 2017: i podi a Giro e Vuelta e la seconda vittoria al Giro di Lombardia

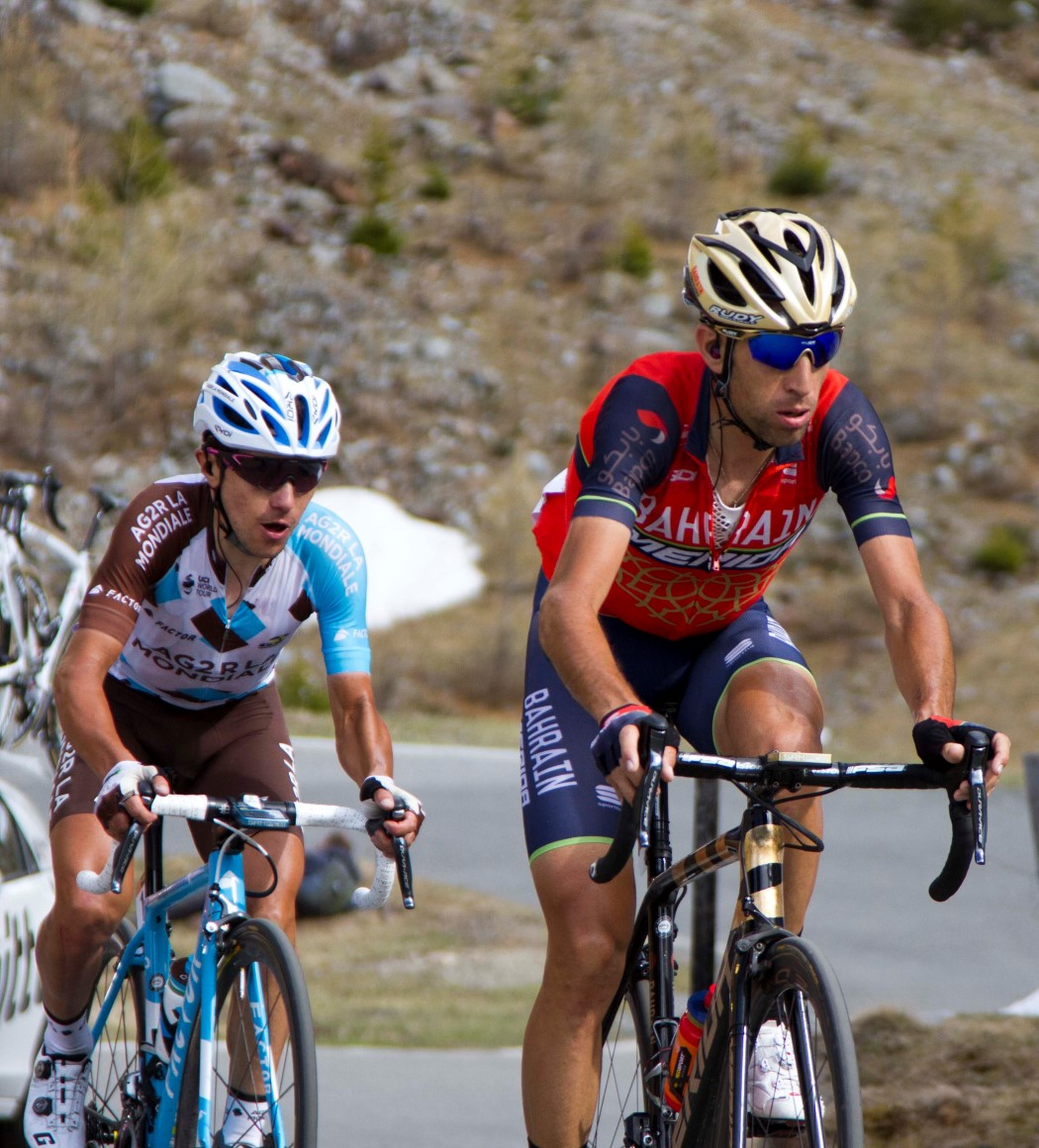
Vincenzo Nibali e Domenico Pozzovivo al Giro d'Italia 2017.

Per il 2017 Nibali focalizza i suoi obiettivi sul Giro d'Italia e sulla Vuelta a España. Inizia la sua nuova avventura a fine gennaio quando prende parte alla Vuelta a San Juan dove si piazza in ottava posizione con un ritardo di 1'15" dal vincitore Bauke Mollema. Prende poi parte all'Abu Dhabi Tour dove nella tappa regina con arrivo a Jebel Hafeet si posiziona quindicesimo a 1'05" dal vincitore di giornata, il portoghese Rui Costa. Chiude la breve corsa a tappe in sedicesima posizione. A marzo prende parte alla Tirreno-Adriatico dove, a causa di uno stato di forma precario, chiude 26º con un distacco di oltre 6 minuti da Nairo Quintana. Dopo aver saltato le classiche delle Ardenne, prende parte al Giro di Croazia in cerca della giusta forma per l'ormai imminente Giro d'Italia: la spedizione croata finisce con il trionfo nella generale (prima vittoria dell'anno) con soli 2" su Jaime Rosón. Nibali sul podio dedica la vittoria al suo amico Michele Scarponi, deceduto il giorno prima a causa di un incidente stradale.
Il 5 maggio è tra i favoriti al via del Giro d'Italia 2017. Nelle tappe appenniniche va più volte in difficoltà arrivando ad accumulare un ritardo massimo di 3'40" sul leader della classifica Tom Dumoulin. Si riscatta vincendo la sedicesima tappa, con un attacco in discesa dal passo dello Stelvio e una volata a due con Mikel Landa all'arrivo di Bormio, e nelle successive frazioni alpine risale fino al secondo posto in classifica, a 39" dalla maglia rosa che nel frattempo è passata a Nairo Quintana. Grazie alla decisiva frazione a cronometro la vittoria finale andrà a Dumoulin, con 31" su Quintana e 40" su Nibali, terzo classificato.
Dopo il Giro partecipa ai campionati italiani di ciclismo senza ambizioni di vittoria, e quindi, in preparazione alla Vuelta a España, al Tour de Pologne, non registrando però acuti e terminando nono. Punta tutto sul secondo obiettivo stagionale, la Vuelta a España. All'inizio della corsa spagnola dichiara di essere arrivato in gran forma: già alla terza tappa, con arrivo ad Andorra La Vella, centra infatti la vittoria di tappa, battendo allo sprint gli avversari diretti. Tuttavia, in alcune tappe successive, con arrivi non propriamente adatti alle sue caratteristiche, perde qualche secondo, arrivando al primo giorno di riposo dopo la nona tappa con un ritardo di 1'17'' da Chris Froome. Nella seconda settimana riesce a tenere il passo del britannico, diminuendo anche il distacco il classifica; nella cronometro della sedicesima tappa, però, accusa 57'' da Froome, che lo portano ad avere un gap di 1'58"; negli ultimi giorni consolida la sua posizione, senza però impensierire seriamente il britannico della Sky; conclude comunque la Vuelta con un ottimo secondo posto, decimo podio in un Grande Giro. In chiusura di stagione punta al Giro di Lombardia, per prepararsi alla corsa partecipa a varie gare tra cui Giro di Toscana (conclude quarto), Giro dell'Emilia (secondo) e Tre Valli Varesine (terzo). Arriva in gran forma alla "classica delle foglie morte", in cui attacca e stacca Thibaut Pinot (scattato precedentemente) nella penultima discesa, andando a vincere in solitaria la sua seconda classica monumento, dopo il trionfo nella medesima corsa due anni prima. Dopo il Lombardia vince il Taiwan KOM Challenge, gara in salita di 105 km che parte dal livello del mare e si conclude a 3.275 metri di quota.

### 2018: la vittoria alla Milano-Sanremo e l'infortunio al Tour de France
Come da lui stesso affermato, gli obiettivi principali del 2018 di Nibali sono una grande classica, il Tour de France e i mondiali di Innsbruck. Il debutto stagionale è inizialmente previsto alla Vuelta a San Juan ma a causa di una febbre improvvisa il giorno prima dell'inizio della corsa non è al via della prima tappa. Il suo debutto arriva poche settimane dopo al Dubai Tour, corsa non adatta alle sue caratteristiche e in cui non registra acuti. È poi al via del Tour of Oman, che conclude al dodicesimo posto, mentre in marzo corre la Tirreno-Adriatico concludendola all'undicesimo posto. Il 17 marzo centra il suo primo obiettivo: ottiene infatti la vittoria nella Milano-Sanremo attaccando con successo sulla salita del Poggio a 7 km dal traguardo e riuscendo a conservare un vantaggio sufficiente per imporsi sul traguardo in Via Roma; primo italiano a vincere in dodici anni, ottiene il suo terzo trionfo nelle classiche monumento, dopo le due affermazioni al Giro di Lombardia.

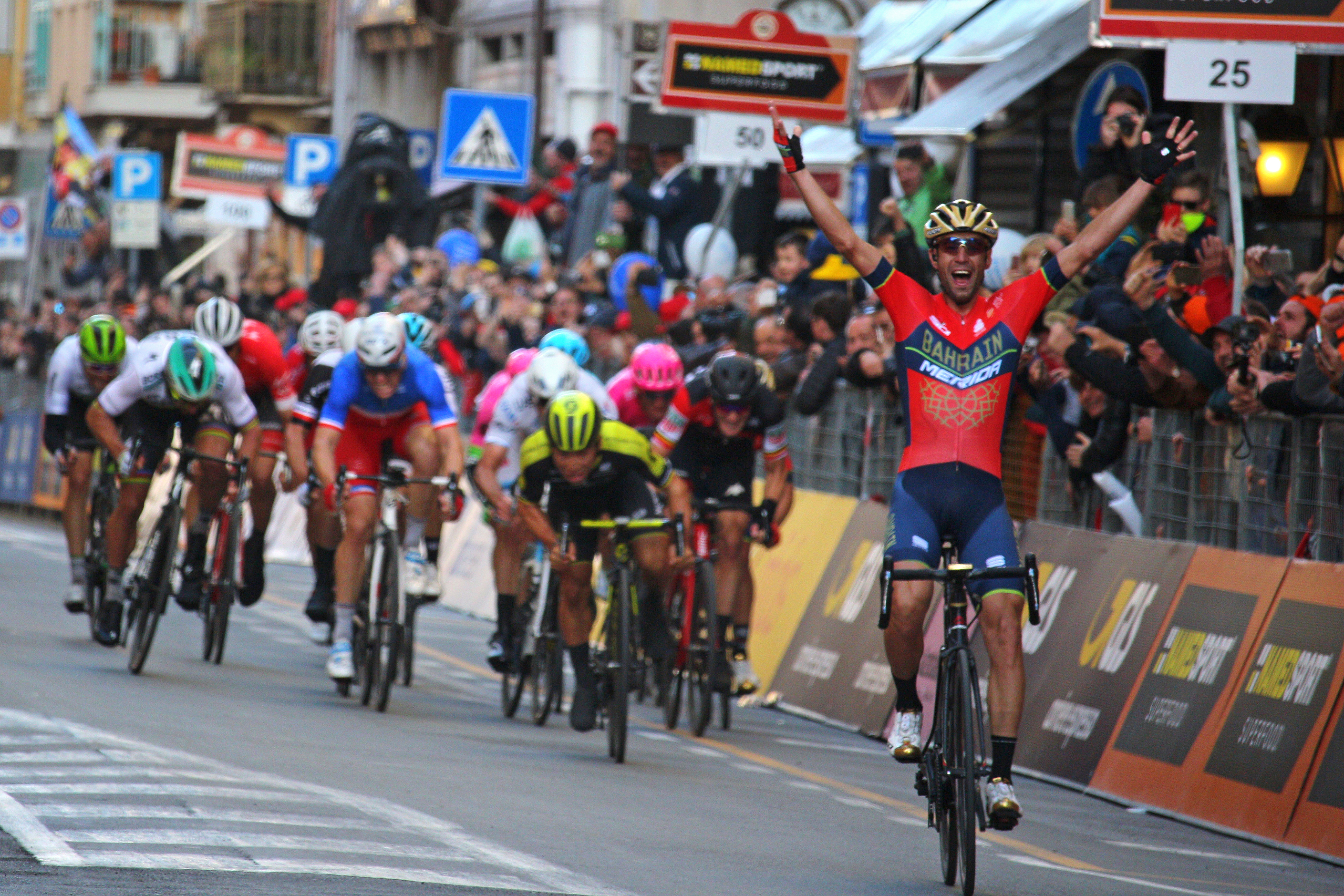
Nibali vincitore sul traguardo della Milano-Sanremo 2018.

In aprile partecipa per la prima volta al Giro delle Fiandre, dove prova uno scatto sul muro del Kruisberg insieme al poi vincitore Niki Terpstra, salvo poi desistere dall'azione e concludere la prova al 24º posto. Prende poi parte all'Amstel Gold Race, che conclude in 32ª posizione, e alla Freccia Vallone, dove si rende protagonista di un attacco a 45 km dal traguardo sulla Côte de reve venendo ripreso a solo 1 km dall'arrivo. È poi al via della Liegi-Bastogne-Liegi, dove è tra i favoriti della vigilia; tuttavia perde contatto dal gruppo lungo la Côte de la Roche aux Faucons, terminando l'ultima prova del trittico delle Ardenne in 32ª posizione. Dopo un periodo di riposo e un ritiro sul Teide, agli inizi di giugno partecipa al Critérium du Dauphiné senza ambizioni di classifica (chiude lontano dai primi, ad oltre venti minuti dal vincitore Geraint Thomas) ma come preparazione al Tour de France. Arrivato al Tour come uno dei principali favoriti, mostra una buona condizione sin dalle prime tappe. Il 19 luglio 2018, poco prima dell'arrivo della tappa dell'Alpe d'Huez, è però vittima di una caduta quando il collare della macchina fotografica di un tifoso a bordo strada si impiglia alla sua bicicletta. Conclude la frazione a 13 secondi dal vincitore, la maglia gialla Geraint Thomas, ma gli viene riscontrata una frattura a una vertebra ed è per questo costretto al ritiro.
Dopo essersi sottoposto a un'operazione alla vertebra, prende parte alla Vuelta a España senza ambizioni di classifica, in vista del campionato del mondo. Fin dalle prime giornate accumula molto distacco dai pretendenti al successo, mentre nella seconda settimana si rende protagonista in alcune fughe senza però riuscire a cogliere successi di tappa. Conclude la corsa a tappe spagnola con due ore di ritardo dal vincitore Simon Yates. Nella rassegna iridata, organizzata su un percorso adatto agli scalatori, Nibali si presenta senza aver recuperato la piena forma dopo la frattura della vertebra e conclude la gara a sei minuti dal vincitore Alejandro Valverde, staccandosi dal gruppo dei migliori nell'ultima ascesa dell'Igls. Nell'ultima gara della stagione, il Giro di Lombardia, dimostra uno stato forma migliore rispetto al mondiale, e insieme a Thibaut Pinot scatta sul Muro di Sormano, salvo poi essere staccato dal francese sul successivo Civiglio, concludendo la gara al secondo posto.

### 2019: il secondo posto al Giro

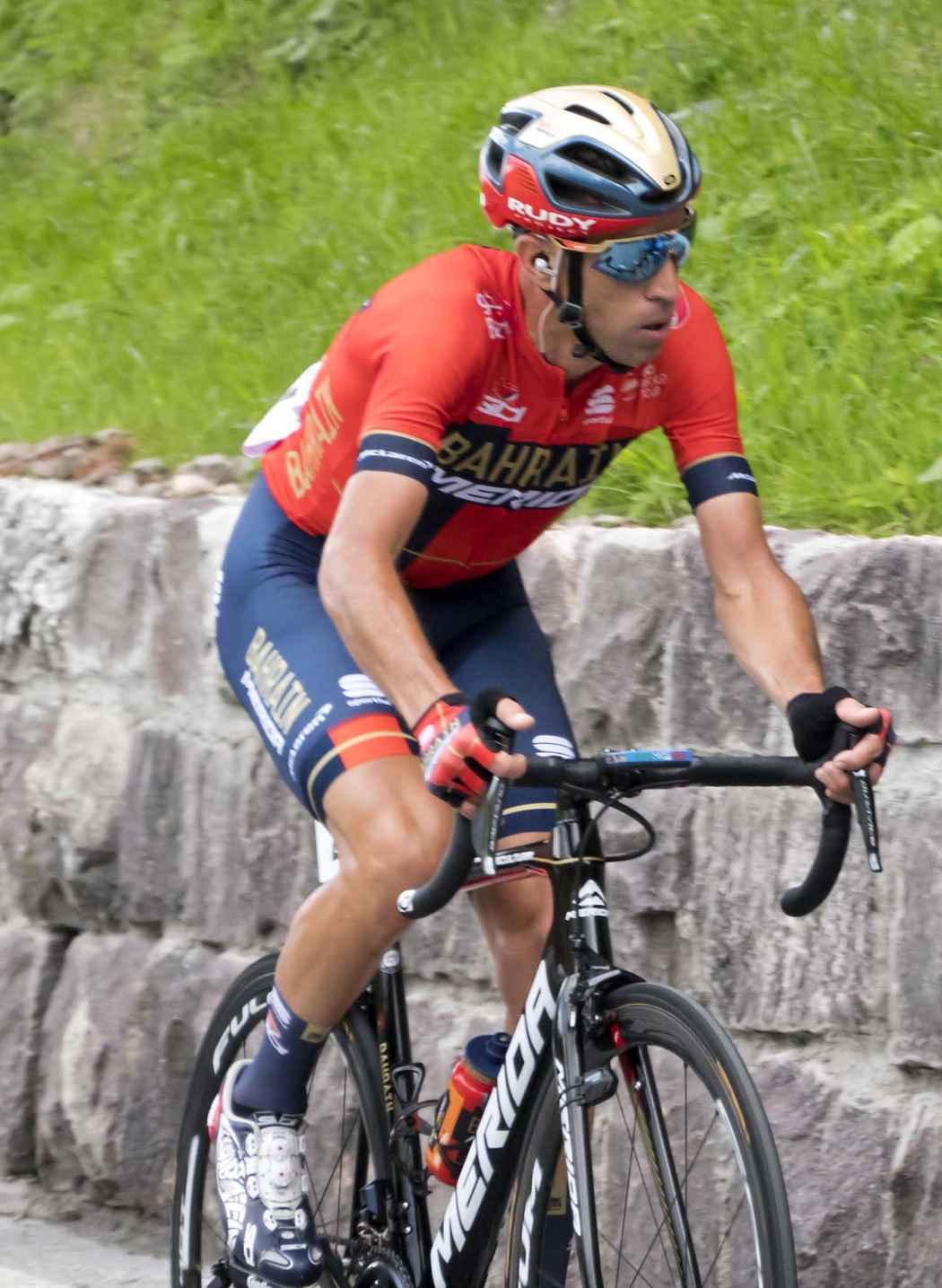
Nibali impegnato in una tappa al Giro d'Italia 2019.

Per l'inizio del 2019 decide di rinunciare agli appuntamenti di inizio anno in Sudamerica, facendo il proprio debutto stagionale all'UAE Tour, dove rimane però lontano dai migliori. Successivamente corre la Strade Bianche, che conclude 31º a 10 minuti dal vincitore Julian Alaphilippe, e la Tirreno-Adriatico, dove, pur soffrendo in alcuni momenti, riesce a tenere il passo dei migliori, terminando al quindicesimo posto della generale. Il 23 marzo partecipa alla Milano-Sanremo, rimane fino alla fine nel gruppetto che si gioca la vittoria e si classifica ottavo. Cresce quindi di condizione in avvicinamento al Giro d'Italia: al Tour of the Alps sfiora la vittoria in alcune tappe e conclude terzo nella classifica finale, mentre alla Liegi-Bastogne-Liegi si piazza ottavo, nel gruppetto dei migliori a ridosso del vincitore Jakob Fuglsang.
Prende il via del Giro d'Italia come uno dei principali favoriti per la maglia rosa. Alla prima tappa, una cronometro di 8 km che termina con la salita al Santuario della Madonna di San Luca, dimostra di avere già una discreta condizione piazzandosi al terzo posto a 23" da Primoz Roglic. Dopo diverse tappe senza particolari difficoltà, nella 9º tappa, una cronometro di 34,5 km, perde 1'05" da Roglic guadagnando comunque su tutti gli altri rivali. Nella seconda settimana di corsa complice un marcamento tra Nibali e Roglic, la maglia rosa passa sulle spalle di Richard Carapaz, vincitore della 14º tappa con quasi 2' di vantaggio sui migliori. Nella 15º tappa riesce a distanziare Roglic, vittima anche di una caduta in discesa, guadagnando 40", ma non Carapaz. Nella sedicesima tappa tenta un attacco sul Mortirolo venendo tuttavia ripreso dalla maglia rosa dopo poche centinaia di metri, riuscendo comunque a distanziare Roglič di oltre 1 minuto. Incrementa poi il vantaggio sullo sloveno nell'ascesa finale a Ponte di Legno. Nella 20º e ultima tappa di montagna si stacca sulla dura salita del Manghen insieme a Roglic riuscendo nella successiva discesa a tornare nel gruppo maglia rosa. Prova poi un paio di attacchi nell'ascesa a Croce d'Aune non riuscendo però a distanziare Carapaz. Recupera poi 50 secondi nei 17 chilometri della cronometro finale, rimanendo così al secondo posto, a 1’05” dal corridore sudamericano, e ottenendo il sesto podio al Giro d'Italia. 
Prende parte successivamente anche al Tour de France: nelle prime frazioni riesce a mantenere il passo dei primi 20, salvo poi perdere le ruote dei migliori nella tappa con arrivo a Saint-Étienne, uscendo così definitivamente dalla lotta per la classifica generale. Nelle successive frazioni cerca la vittoria andando in fuga dove alla ventesima tappa (dimezzata causa maltempo), con arrivo in quota a Val Thorens, stacca i compagni di fuga a circa 10 km dall'arrivo e resiste al ritorno del gruppo. 
Rientra alle corse a fine agosto al Giro di Germania, dove cerca di ritrovare la condizione per il finale di stagione, seguito poi dalle due classiche canadesi dove oltre ad un attacco al Grand Prix Cycliste de Québec non registra acuti. Si taglia fuori dalle convocazioni per il mondiale in Yorkshire in quanto la sua condizione non era ottimale. A ottobre prende parte al Giro dell'Emilia dove chiude in 23ª posizione staccandosi all'inizio dell'ultima ascesa verso San Luca, e alle Tre Valli Varesine, dove per un errore di una moto ripresa che manda fuori percorso il suo gruppetto, si ritira. È al via del Giro di Lombardia il 13 ottobre, dove è uno dei favoriti per la vittoria finale. Si stacca però sulle rampe del Civiglio, terminando al 55º posto. Con il Lombardia chiude la sua stagione e la sua avventura con la Bahrain-Merida.

### 2020: quarto posto alla Parigi Nizza e settimo al Giro d'Italia

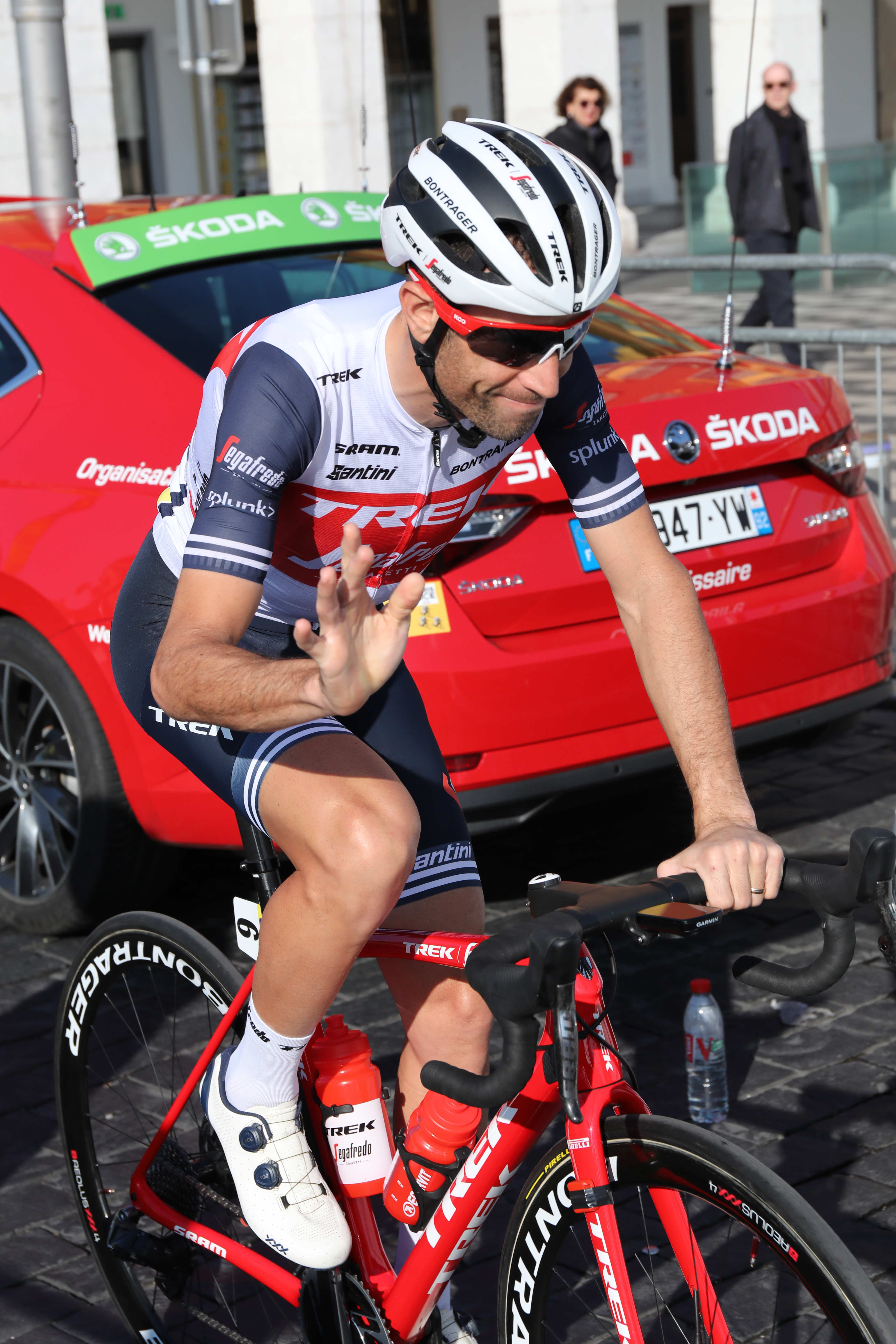
Nibali alla Parigi-Nizza 2020.

Nel 2020 Vincenzo Nibali conquista un quarto posto nella corsa a tappe Parigi-Nizza a 1'16'' di distanza dal vincitore tedesco della Bora Hansgrohe Max Schachmann.
Anche se la gara era a rischio per colpa del COVID-19 essa non è stata annullata, ma è stata cancellata l'ultima tappa che sarebbe dovuta arrivare a Nizza. Dopo lo stop per il covid 19 Nibali torna a correre il 1 Agosto alle Strade Bianche dove è vittima di una caduta senza conseguenze ma è costretto al ritiro. Il 3 Agosto è al Gran Trittico Lombardo che chiude con un ottimo 5º posto. L'8 Agosto è alla Milano Sanremo dove prova uno scatto sul Poggio ma viene superato da Alaphillipe e Van Aert (vincitore) e chiude la corsa al 23º posto. Il 12 Agosto è al Gran Piemonte dove lavora per Giulio Ciccone che chiude la corsa al 9º posto. A ferragosto è al Giro di Lombardia dove prova un attacco nella discesa dopo il muro di Sormano, sul Civiglio lavora per Giulio Ciccone e Bauke Mollema, ma chiude la corsa comunque al 6º posto. Il 18 Agosto è al Giro dell'Emilia dove chiude la corsa al 7º posto. Il 23 Agosto è al Campionato Italiano dove prova uno scatto a 1 km dall'arrivo ma chiude la corsa all'11º posto. Dal 7 al 14 Settembre è alla Tirreno Adriatico, cercando la condizione in vista del Giro d'Italia, dove prova un attacco nella tappa di Sassotetto venendo ripreso dopo alcune centinaia di metri. Conclude la corsa al 19º posto a 8 minuti dal vincitore Yates. Il 19 Settembre è al Giro dell'Appennino, cercando condizione in vista del Mondiale di Imola e del Giro d'Italia, prova un attacco a tanti km dall'arrivo venendo ripreso. Il 27 Settembre è al Mondiale di Imola dove prova un attacco all'ultimo giro sulla salita di Mazzolano con altri 3 corridori (Landa, Uran e Van Aert) ma vengono ripresi poco dopo. Nibali perde contatto dai migliori sulla Cima Gallisterna (salita non adatta alle sue caratteristiche) concludendo la prova al 15º posto.
Dal 3 ottobre è al Giro d'Italia che conclude al 7º posto in classifica generale a 8 minuti e 15 secondi dal vincitore Tao Geoghegan Hart.

### 2021: obiettivo Giro e olimpiadi
Nibali debutta all'Étoile de Bessèges concludendo 26º in classifica generale, provando la fuga (ma non entrando nell'azione decisiva) nella terza tappa e arrivando 18º nell'ultima tappa a cronometro a 53" dal vincitore Ganna. È poi all'UAE Tour dove conclude la corsa al 17º posto nella classifica generale.
Nel mese di marzo partecipa al Gran Premio Industria e Artigianato, dove conclude 10º a 16" dal vincitore, attaccando sulla penultima ascesa al San Baronto e anche nella discesa successiva facendo selezione con un gruppetto ripreso dopo pochi km di pianura. Alla Tirreno-Adriatico conclude 9º a 6'30" da Pogacar. Alla Milano-Sanremo è 35º ma a soli 10" dal vincitore, il compagno di squadra Jasper Stuyven.
Appena rientrato dal ritiro sul Teide, il 14 aprile Nibali si procura una frattura del radio destro mentre si stava allenando nella zona di Lugano. Torna al Giro d'Italia a poche settimane dall'infortunio, ma oltre ad accumulare un pesante ritardo in classifica generale, rimedia due gravi cadute alla quindicesima e alla diciassettesima tappa. Ciononostante riesce a portare a termine la corsa a tappe.
A luglio partecipa al Tour de France in preparazione della prova su strada delle Olimpiadi di Tokyo, sprofondato ad oltre un'ora di ritardo in classifica generale e senza aver raccolto una vittoria di tappa, si ritira dalla corsa prima della partenza della sedicesima tappa. Convocato in nazionale dal commissario tecnico Cassani, nella prova in linea di Tokyo lavora in salita per Gianni Moscon e Alberto Bettiol, quest'ultimo riesce a inserirsi nel gruppo di testa in lotta per le medaglie, ma viene fermato dai crampi a 20 chilometri dal traguardo.
Il 23 settembre viene annunciato il suo ritorno per la stagione 2022 nella squadra della Astana-Premier Tech, dopo cinque anni.
Il 1º di ottobre Nibali trionfa al Giro di Sicilia, vincendo tappa e Giro grazie ad uno scatto nella prima metà dell'ultimo GPM, quando a - 22 km stacca il gruppo e parte in solitaria, e poi consolidando il vantaggio nella discesa.
Il 9 ottobre partecipa all'ultima gara con la maglia della Trek Segafredo, il Giro di Lombardia, con arrivo a Bergamo, nella quale si piazza 13º dopo essersi reso protagonista con vari attacchi tra i -40 e i -30 km al traguardo.

### 2022: l'ultimo anno
Nel 2022 torna a vestire la maglia dell'Astana. Dopo essersi piazzato sedicesimo alla Volta a la Comunitat Valenciana, è obbligato per motivi di salute a saltare la Tirreno-Adriatico e la Milano Sanremo, i primi obiettivi stagionali. Torna a gareggiare il 16 marzo alla Milano-Torino.
Dopo aver finito al quarto posto il Giro di Sicilia partecipa alla Freccia Vallone, piazzandosi trentaquattresimo, e alla Liegi-Bastogne-Liegi, finendo trentesimo.

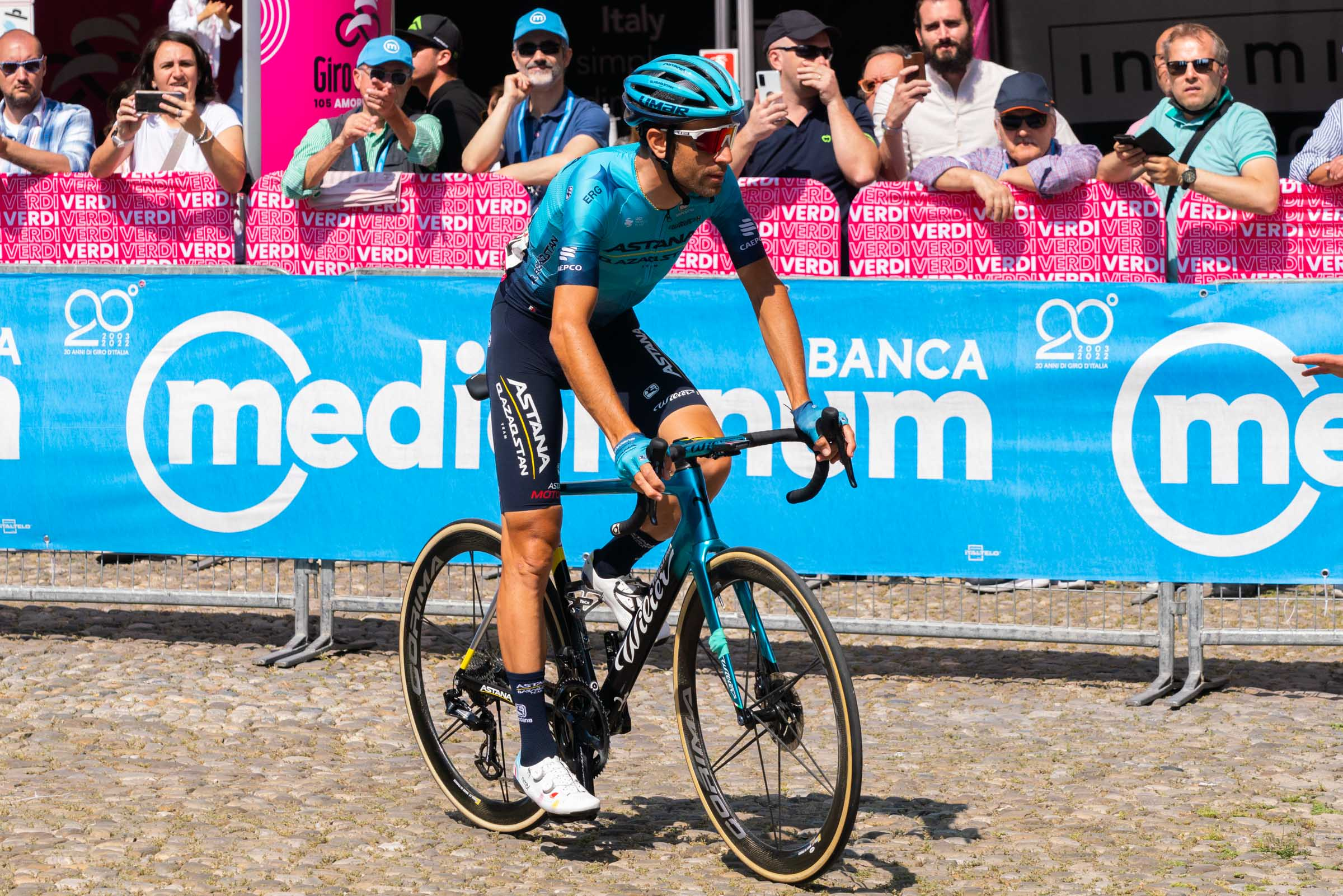
Nibali al Giro d'Italia 2022

Si presenta ai nastri di partenza del Giro d'Italia in supporto di Miguel Ángel López per la classifica generale, ma assume i gradi di capitano della squadra a causa del ritiro del colombiano nel corso della quarta tappa, con arrivo sull’Etna, in cui Nibali arriva staccato di oltre due minuti dal gruppo degli uomini di classifica. L'11 maggio, dopo la fine della quinta tappa, con arrivo a Messina, sua città natale, annuncia il suo ritiro dalle corse al termine della stagione. Nel corso del Giro riesce a ritrovare la condizione fisica, arrivando ottavo nella nona tappa, con arrivo sul Blockhaus, in cui perde 34 secondi dal gruppo dei migliori, e classificandosi quarto nella quattordicesima tappa, con arrivo a Torino. Nelle tappe seguenti perde in salita rispetto a Richard Carapaz, Jai Hindley, Mikel Landa e João Almeida, favoriti per la vittoria finale, guadagnando però su tutti gli altri rivali, salendo fino al quinto posto in classifica; in seguito al ritiro di Almeida per positività al COVID-19, si assesta in quarta posizione. Nelle ultime tappe alpine riesce a difendersi dai più immediati inseguitori, Pello Bilbao e Jan Hirt, concludendo il suo ultimo Giro al quarto posto, a 9'02" dal vincitore, l'australiano Jai Hindley.
Dopo essere arrivato ventunesimo, nel gruppo principale, ai campionati italiani in linea, comincia il suo avvicinamento alla Vuelta, l'ultimo grande giro della sua carriera.
Partecipa a varie corse sulle strade spagnole: alla Prueba Villafranca de Ordizia, alla Vuelta a Castilla y León e alla Classica di San Sebastián, in cui trova rispettivamente la quarantaseiesima, la ventiseiesima e la ventunesima posizione.
La penultima corsa in terra iberica è la Vuelta a Burgos, dove finisce undicesimo in generale, centrando due volte la top ten di giornata, alla prima tappa e alla terza, chiuse rispettivamente in quinta e ottava posizione.
Prende il via al suo ultimo grande giro come gregario del team Astana per aiutare Miguel Ángel López e Aleksej Lucenko.
Nella classica delle foglie morte, il Giro di Lombardia, ultima gara della sua carriera, si classifica in ventiquattresima posizione.

## Vita privata
Dal 2012 ha vissuto nel quartiere Viganello di Lugano e dal 2017 a Montagnola nel comune di Collina D'Oro, è sposato con Rachele Perinelli dal 2012, dalla quale ha avuto due figlie: Emma Vittoria (nata nel 2014) e Miriam Venere (nata nel 2023).

## Palmarès
- 2002 (Juniores)

1ª tappa, 1ª semitappa Giro della Lunigiana (La Spezia > Podenzana)
1ª tappa, 2ª semitappa Giro della Lunigiana (Masero > Aulla, cronometro)
Classifica generale Giro della Lunigiana
Campionati italiani, Prova in linea Juniores
- 2003 (G.S. Mastromarco)

Trofeo Comune di Lamporecchio
1ª tappa Linz-Passau-Budweis (Budweis > Bad Leonfelden, con la Nazionale italiana)
3ª tappa Linz-Passau-Budweis (Oberneukirchen > Aschach an der Donau, con la Nazionale italiana)
Coppa Ciuffenna
- 2004 (G.S. Mastromarco)

Trofeo Nesti e Nelli
Trofeo Mario Marchina
Gran Premio Città di Monsummano
Trofeo Egidio Bedogni
Circuito di San Pietro di Milazzo
4ª tappa Giro della Toscana Under-23 (Casalguidi > Cantagrillo)
Trofeo Mauro Pizzoli
Coppa Mobilio Ponsacco (cronometro e in linea)
- 2006 (Liquigas, due vittorie)

2ª tappa Settimana Internazionale di Coppi e Bartali (Cervia > Faenza)
Grand Prix de Ouest-France
- 2007 (Liquigas, quattro vittorie)

Gran Premio Industria e Artigianato
Giro di Toscana
3ª tappa Giro di Slovenia (Medvode > Beljak)
4ª tappa Giro di Slovenia (Kranjska Gora > Vršič)
- 2008 (Liquigas, due vittorie)

3ª tappa Giro del Trentino (Torri del Benaco > Folgaria)
Classifica generale Giro del Trentino
- 2009 (Liquigas, due vittorie)

Giro dell'Appennino
Gran Premio Città di Camaiore
- 2010 (Liquigas-Doimo, otto vittorie)

4ª tappa Tour de San Luis (San Luis > San Luis, cronometro)
Classifica generale Tour de San Luis
14ª tappa Giro d'Italia (Ferrara > Asolo)
3ª tappa Giro di Slovenia (Bled > Krvavec)
Classifica generale Giro di Slovenia
Trofeo Melinda
20ª tappa Vuelta a España (San Martín de Valdeiglesias > Bola del Mundo)
Classifica generale Vuelta a España
- 2011 (Liquigas-Cannondale, una vittoria)

16ª tappa Giro d'Italia (Belluno > Nevegal, cronometro)
- 2012 (Liquigas-Cannondale, cinque vittorie)

5ª tappa Tour of Oman (Royal Opera House Muscat > Jabal Al Akhdhar)
4ª tappa Tirreno-Adriatico (Martinsicuro > Prati di Tivo)
Classifica generale Tirreno-Adriatico
4ª tappa Il Padania (Lazzate > Passo della Bocchetta)
Classifica generale Il Padania
- 2013 (Astana Pro Team, sette vittorie)

Classifica generale Tirreno-Adriatico
4ª tappa Giro del Trentino (Arco > Sega di Ala)
Classifica generale Giro del Trentino
14ª tappa Giro d'Italia (Cervere > Bardonecchia)
18ª tappa Giro d'Italia (Mori > Polsa, cronometro)
20ª tappa Giro d'Italia (Silandro > Tre Cime di Lavaredo)
Classifica generale Giro d'Italia
- 2014 (Astana Pro Team, sei vittorie)

Trofeo Melinda, valido per i Campionati italiani, Prova in linea
2ª tappa Tour de France (York > Sheffield)
10ª tappa Tour de France (Mulhouse > La Planche des Belles Filles)
13ª tappa Tour de France (Saint-Étienne > Chamrousse)
18ª tappa Tour de France (Pau > Hautacam)
Classifica generale Tour de France
- 2015 (Astana Pro Team, cinque vittorie)

Trofeo Melinda, valido per i Campionati italiani, Prova in linea
19ª tappa Tour de France (Saint-Jean-de-Maurienne > La Toussuire-Les Sybelles)
Coppa Bernocchi
Tre Valli Varesine
Giro di Lombardia
- 2016 (Astana Pro Team, quattro vittorie)

4ª tappa Tour of Oman (Knowledge Oasis Muscat > Jabal Al Akhdhar)
Classifica generale Tour of Oman
19ª tappa Giro d'Italia (Pinerolo > Risoul)
Classifica generale Giro d'Italia
- 2017 (Bahrain-Merida Pro Cycling Team, quattro vittorie)

Classifica generale Giro di Croazia
16ª tappa Giro d'Italia (Rovetta > Bormio)
3ª tappa Vuelta a España (Prades Conflent Canigó > Andorra la Vella)
Giro di Lombardia
- 2018 (Bahrain-Merida Pro Cycling Team, una vittoria)

Milano-Sanremo
- 2019 (Bahrain-Merida Pro Cycling Team, una vittoria)

20ª tappa Tour de France (Albertville > Val Thorens)
- 2021 (Trek-Segafredo, due vittorie)

4ª tappa Giro di Sicilia (Sant'Agata di Militello > Mascali)
Classifica generale Giro di Sicilia

### Altri successi
- 2002 (Juniores)

Classifica a punti Giro della Lunigiana
- 2003 (G.S. Mastromarco)

Classifica a punti Linz-Passau-Budweis (con la Nazionale italiana)
- 2004 (G.S. Mastromarco)

Classifica scalatori Giro della Toscana Under-23
Classifica giovani Giro della Toscana Under-23
- 2005 (Fassa Bortolo)

1ª tappa, 2ª semitappa Settimana Internazionale di Coppi e Bartali (cronosquadre)
- 2006 (Liquigas)

Classifica giovani Settimana Internazionale di Coppi e Bartali
- 2007 (Liquigas)

Classifica giovani Giro del Trentino
1ª tappa Giro d'Italia (Caprera > La Maddalena, cronosquadre)
Classifica a punti Giro di Slovenia
Trofeo Città di Borgomanero (cronocoppie con Roman Kreuziger)
- 2008 (Liquigas)

1ª tappa, 2ª semitappa Settimana Internazionale di Coppi e Bartali (Misano Adriatico > Misano Adriatico, cronosquadre)
- 2010 (Liquigas-Doimo)

4ª tappa Giro d'Italia (Savigliano > Cuneo, cronosquadre)
Premio Azzurri d'Italia Giro d'Italia
Gran Premio Fontaneto-Coppa Guffanti (gara a eliminazione)
Classifica combinata Vuelta a España
- 2011 (Liquigas-Cannondale)

Gran Premio Fontaneto-Coppa Guffanti (gara scratch)
- 2012 (Liquigas-Cannondale)

Classifica a punti Tirreno-Adriatico
Daags na de Tour (criterium)
Classifica a punti Il Padania
Classifica scalatori Il Padania
- 2013 (Astana Pro Team)

Classifica scalatori Giro del Trentino
Trofeo Vincenzo Torriani Giro d'Italia
1ª tappa Vuelta a España (Vilanova de Arousa > Sanxenxo, cronosquadre)
- 2014 (Astana Pro Team)

Profronde van Stiphout (criterium)
Profronde van Lommel (criterium)
Herentals Fietst (criterium)
Na-Tour Criterium Wolvertem (criterium)
- 2015 (Astana Pro Team)

Classifica generale Trittico Lombardo
- 2016 (Astana Pro Team)

1ª tappa Giro del Trentino (Riva > Torbole, cronosquadre)
- 2017 (Bahrain-Merida Pro Cycling)

Trofeo Bonacossa Giro d'Italia
Trofeo Vincenzo Torriani Giro d'Italia
Cycling Stars Montebelluna (criterium)
Taiwan Kom Challenge
- 2022 (Astana Qazaqstan Team)

Trofeo Bonacossa Giro d’Italia
Cycling Stars Valdobbiadene (criterium)
RSM Wealer Ronde (criterium)

## Piazzamenti

### Grandi Giri
- Giro d'Italia

2007: 19º
2008: 11º
2010: 3º
2011: 2º
2013: vincitore
2016: vincitore
2017: 3º
2019: 2º
2020: 7º
2021: 18º
2022: 4º
- Tour de France

2008: 19º
2009: 6º
2012: 3º
2014: vincitore
2015: 4º
2016: 30º
2018: non partito (13ª tappa)
2019: 39º
2021: non partito (16ª tappa)
- Vuelta a España

2010: vincitore
2011: 6º
2013: 2º
2015: squalificato (2ª tappa)
2017: 2º
2018: 59º
2022: 44º

### Classiche monumento
- Milano-Sanremo

2006: 69º
2009: 49º
2010: 28º
2011: 8º
2012: 3º
2013: ritirato
2014: 44º
2015: 45º
2016: 33º
2018: vincitore
2019: 8º
2020: 23º
2021: 34º
- Giro delle Fiandre

2018: 24º
- Liegi-Bastogne-Liegi

2005: 112º
2006: ritirato
2007: 71º
2008: 10º
2009: 39º
2010: 27º
2011: 8º
2012: 2º
2013: 23º
2014: 30º
2015: 13º
2016: 51º
2018: 32º
2019: 8º
2022: 29º
- Giro di Lombardia

2005: 79º
2006: ritirato
2007: 34º
2008: 37º
2010: 5º
2011: 40º
2012: 26º
2013: ritirato
2015: vincitore
2017: vincitore
2018: 2º
2019: 55º
2020: 6º
2021: 13º
2022: 24º

### Competizioni mondiali
- Campionati del mondo

Zolder 2002 - Cronometro Juniores: 3º
Zolder 2002 - In Linea Juniores: 72º
Hamilton 2003 - In linea Under-23: fuori tempo massimo
Verona 2004 - Cronometro Under-23: 3º
Verona 2004 - In linea Under-23: 5º
Salisburgo 2006 - Cronometro Elite: 16º
Stoccarda 2007 - Cronometro Elite: 19º
Melbourne 2010 - In linea Elite: 40º
Limburgo 2012 - Cronosquadre: 4º
Limburgo 2012 - In linea Elite: 29º
Toscana 2013 - In linea Elite: 4º
Ponferrada 2014 - In linea Elite: 40º
Richmond 2015 - In linea Elite: 42º
Innsbruck 2018 - In linea Elite: 49º
Imola 2020 - In linea Elite: 15º
- Giochi olimpici

Pechino 2008 - In linea: ritirato
Pechino 2008 - Cronometro: 14º
Londra 2012 - In linea: 101º
Rio de Janeiro 2016 - In linea: ritirato
Tokyo 2020 - In linea: 53º

### Competizioni europee
- Campionati europei

Atene 2003 - In linea Under-23: 21°
Otepää 2004 - Cronometro Under-23: 8°
Otepää 2004 - In linea Under-23: 60°

## Riconoscimenti
- Memorial Gastone Nencini nel 2006
- Oscar TuttoBici nel 2010, 2012, 2013, 2014, 2017 e nel 2002 da juniores
- Premio Italia professionisti nel 2010, 2012 e 2013
- Giglio d'Oro nel 2010, 2012, 2013, 2014, 2015, 2017
- Mendrisio d'Oro del Velo Club Mendrisio nel 2010 e 2014
- Cittadinanza onoraria di Venetico nel 2012[81]
- Premio Vincenzo Torriani nel 2016
- Inserito nella Top 25 della Cycling Hall of Fame[82]
- Gazzetta Sports Awards: 4

Categoria Uomo dell'anno in ambito italiano: 2013, 2014
Categoria Uomo dell'anno in ambito internazionale: 2014
Categoria Legend: 2018